# Bildende Kunst in Südtirol
Dieser Artikel behandelt die bildende Kunst auf dem Gebiet des heutigen Südtirol, einer autonomen Provinz in Italien.

## Vorromanik

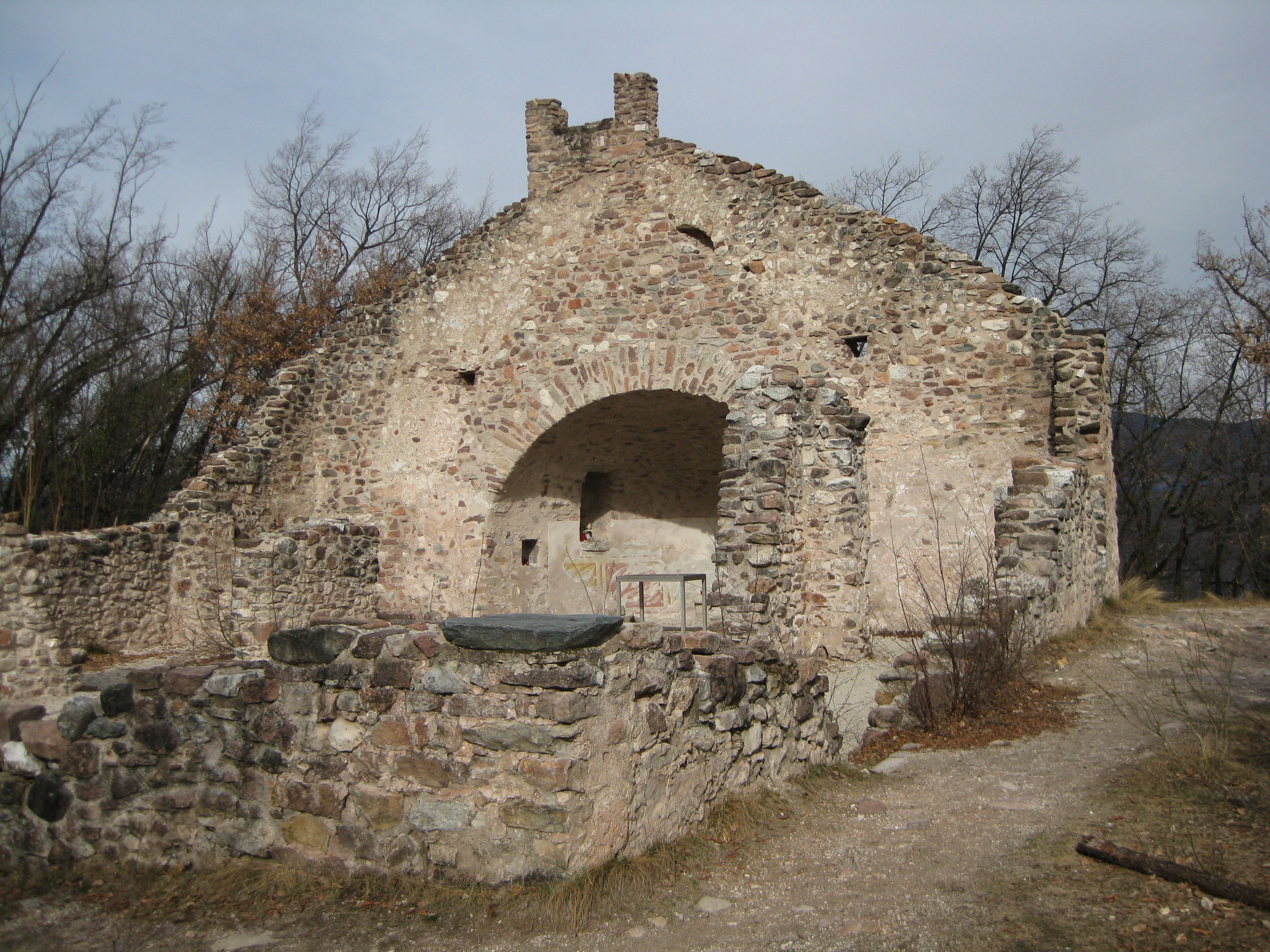
St. Peter in Altenburg, vermutlich auf das 6. Jh. zurückgehend

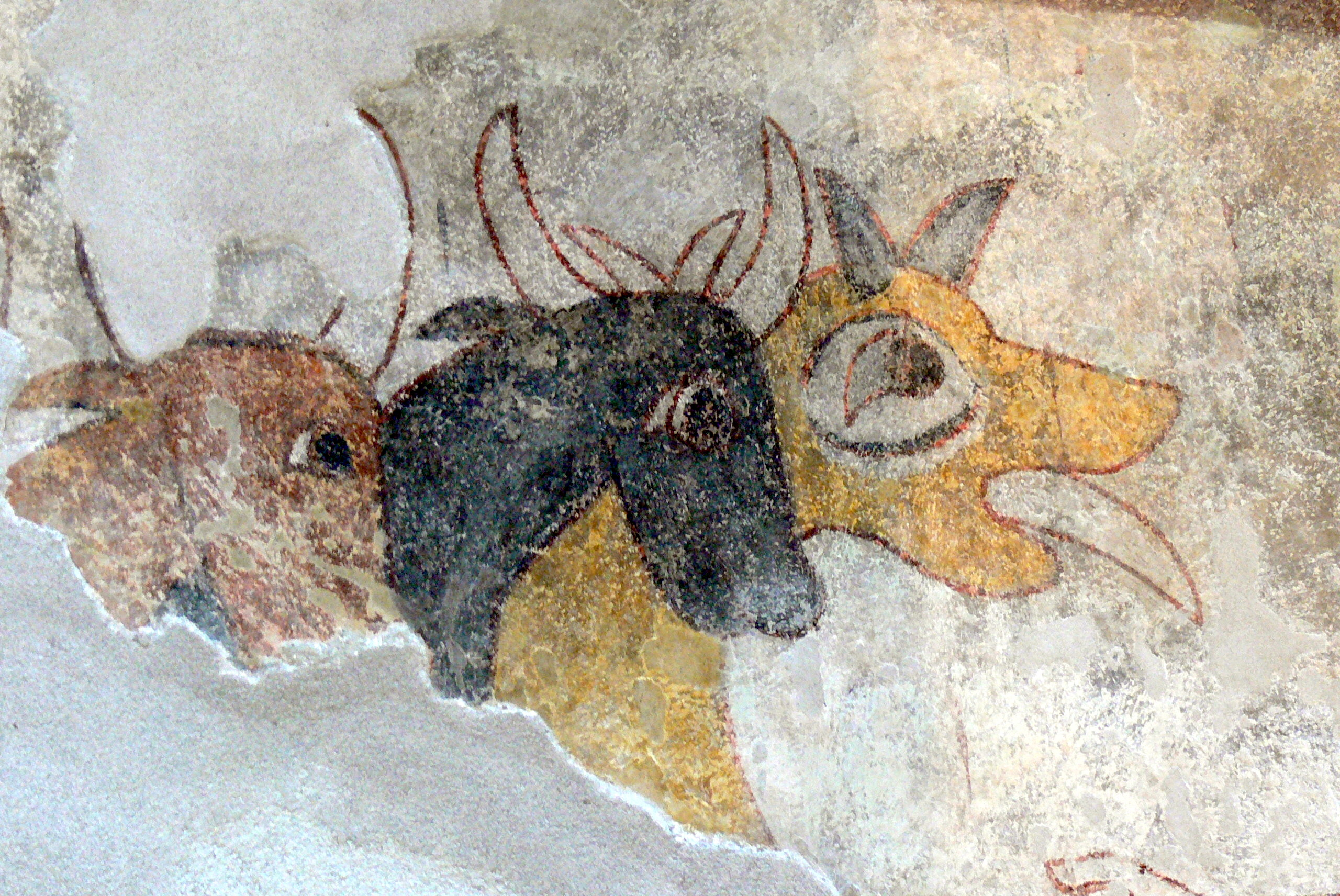
Fresken in St. Prokulus in Naturns, Datierungen zwischen dem 7. und 10. Jh. schwankend

Die im heutigen Südtirol erhaltenen Überreste vorromanischer Baukunst schließen wohl an spätantike Traditionen an und sind großteils sakrale Monumente. Es handelt sich dabei oftmals um archäologisch ergrabene Kirchen und Kapellen, die durch ihre Bauform Rückschlüsse auf die politischen Machtverhältnisse im Alpenraum der ausgehenden Völkerwanderungszeit und des Frühmittelalters zulassen. Eine auf dem Säbener Berg gefundene Kirche, die teilweise auf das frühe 5. Jahrhundert zurückgeht, und St. Peter in Altenburg stellen beispielsweise einen von Aquileia her beeinflussten Kirchentypus dar. Spätere Bauten, etwa die in das 8. Jahrhundert zu datierende Kirche St. Benedikt in Mals und die im 10. oder 11. Jahrhundert erfolgte Umgestaltung der frühchristlichen Kirche bei Schloss Tirol, bedienen sich hingegen karolingischer Elemente.
Die in St. Benedikt in Mals betrachtbaren Fresken aus dem 8. oder 9. Jahrhundert zählen zu den herausragenden Beispielen vorromanischer Malerei im heutigen Südtirol und sind im Zusammenhang mit der Ausmalung der Klosterkirche St. Johann im Münstertal und einiger weiterer Sakralbauten im oberitalienischen Raum zu sehen. Wohl etwas jünger anzusetzen sind die Fresken in St. Prokulus in Naturns. Wiederum aus St. Benedikt und aus St. Peter bei Gratsch stammen die spärlichen Zeugnisse vorromanischer Stuckplastik der Region.

## Romanik
Die romanische Architektur im heutigen Südtirol geht auf die zeitliche Phase zwischen etwa dem Jahr 1000 und dem ausgehenden 13. Jahrhundert zurück. Die Sakralbauten entstammen mehrheitlich der Spätphase dieses Stils und wurden unter Verwendung aus dem lombardischen Raum entstammender Details errichtet. Herausragende Kirchenbauten aus der Romanik sind etwa das Brixner Münster, das allerdings später barock überformt wurde, die Stiftskirche in Innichen oder die als Zentralbau verwirklichte „Engelsburg“ (Michaelskapelle) beim Kloster Neustift. Daneben entstanden zahlreiche, oftmals in späteren Perioden umgebaute Dorf- und Höhenkirchen in der Peripherie, die zumeist in sehr einfachen Grund- und Aufrissformen verwirklicht wurden. Der hochmittelalterliche, primär Machtaspekte spiegelnde Burgenbau fiel in Südtirol enorm produktiv aus und ist bis heute landschaftsprägend. Wichtige Beispiele sind das an salische Pfalzbauten angelehnte Schloss Tirol, die Burg Hocheppan, die Churburg und die Burg Taufers.
Die im heutigen Südtirol anzutreffende hohe Dichte erhaltener Reste romanischer Wandmalerei ist in Europa ohne Vergleich. Großteils ist sie stilistisch an byzantinische Vorlagen und in ihrem Bildprogramm ekklesiologisch gebunden. Unter der Vielzahl möglicher Beispiele seien der qualitativ herausragende Zyklus in der Abtei Marienberg, die fast vollständig erhaltenen Malereien der Burgkapelle Hocheppan, das Bestiarium in St. Jakob in Kastelaz bei Tramin und die scholastisch-mystische Freskierung der Johanneskapelle am Kreuzgang in Brixen genannt. Von den profanen Fresken aus der Romanik haben sich allein jene auf Schloss Rodenegg erhalten, die den Iwein des Hartmann von Aue illustrieren.
Anhand der mittelalterlichen Skulptur lassen sich gut unterschiedliche Traditionslinien innerhalb des heutigen Südtirol ablesen: Das Etschtal war vermehrt Richtung Süden orientiert und so ist dort die lombardisch geprägte Steinplastik häufiger anzutreffen, etwa beim Kapellen- und beim Palasportal von Schloss Tirol; im Eisack- und Pustertal hingegen war hauptsächlich die von den nördlichen Zentren Salzburg und Regensburg her beeinflusste Holzskulptur verbreitet, die beispielsweise in der Kreuzigungsgruppe der Stiftskirche in Innichen erhalten geblieben ist.

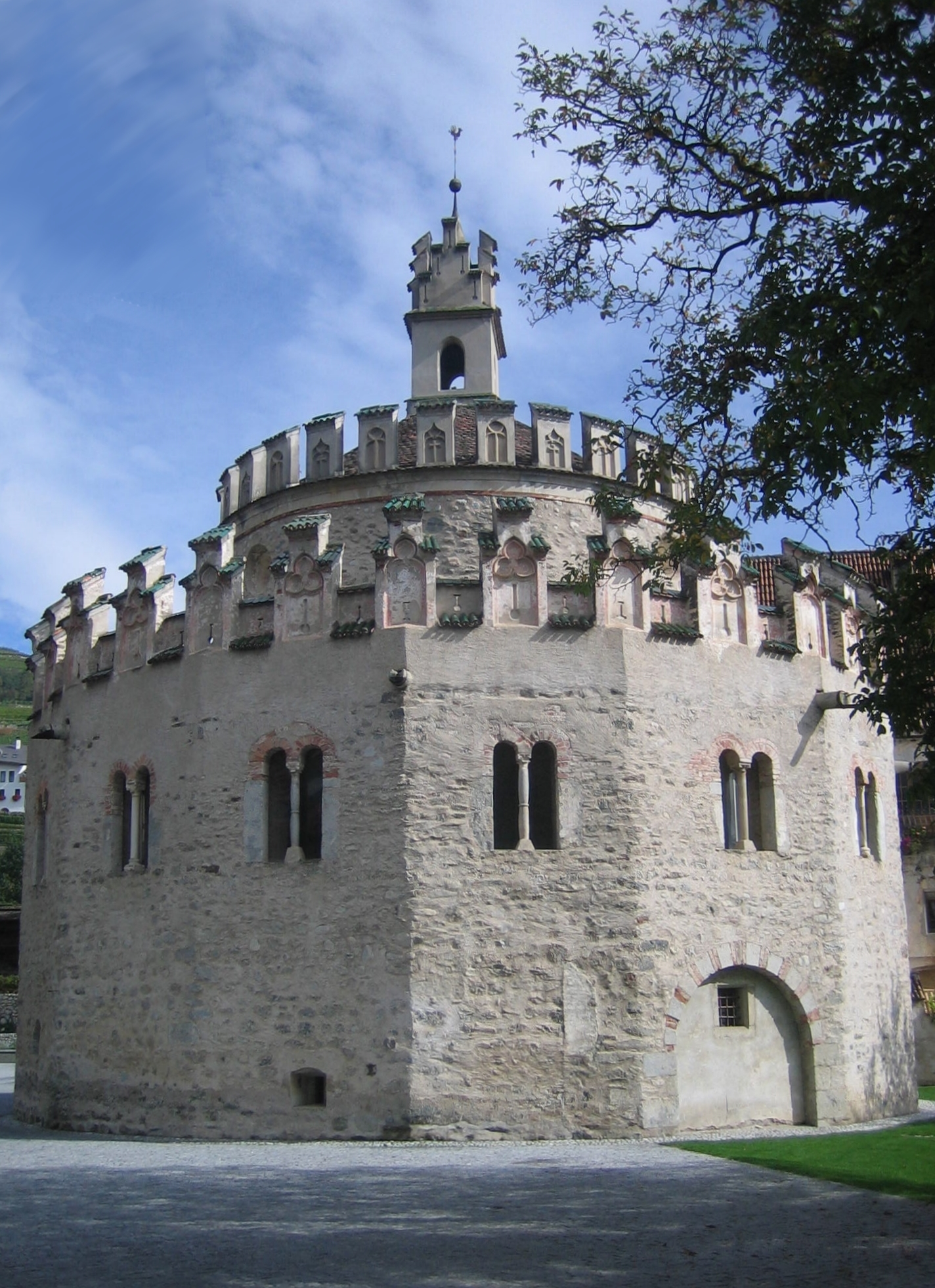
Engelsburg beim Kloster Neustift, um 1200
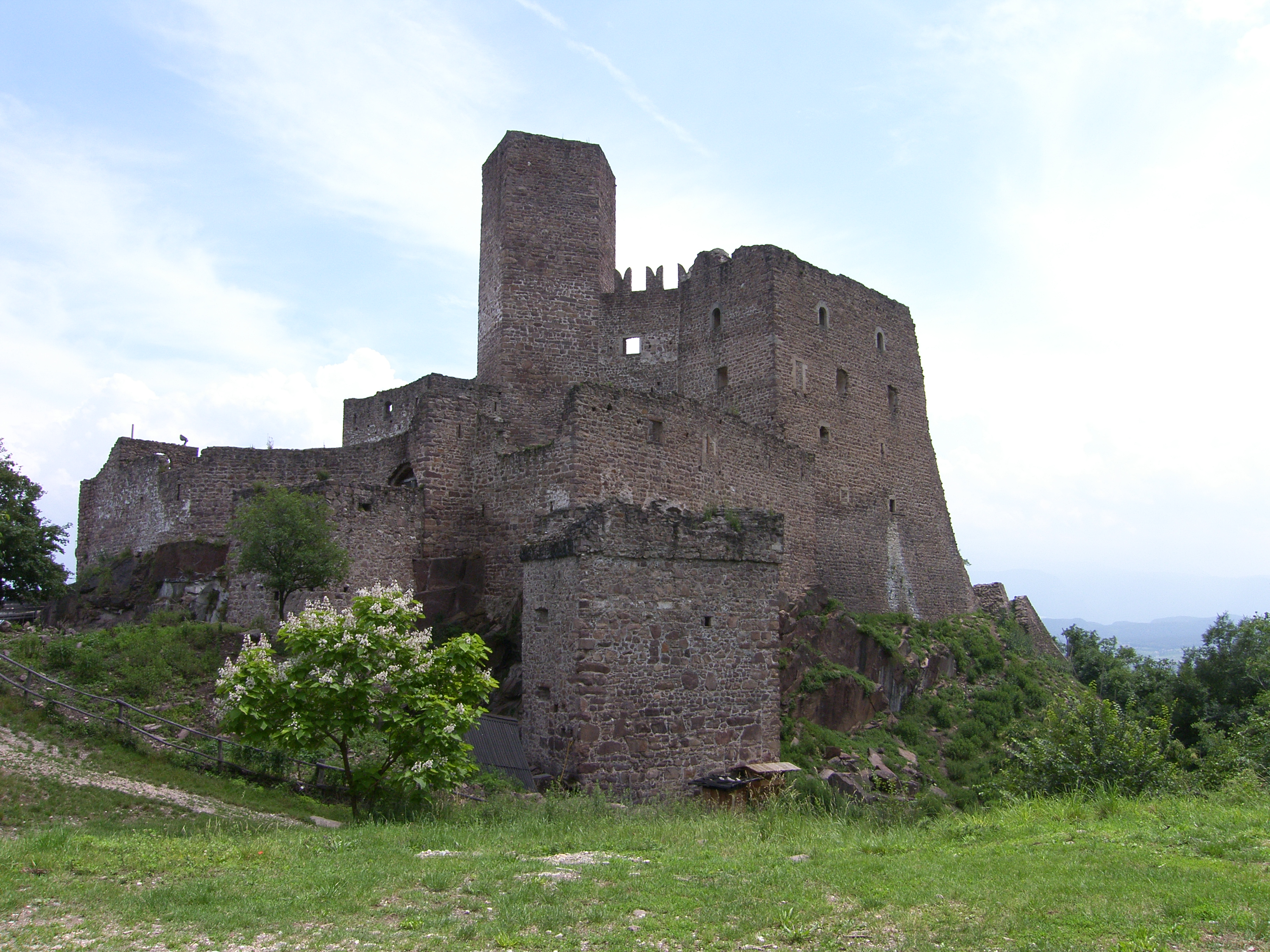
Burg Hocheppan, frühes 13. Jh.
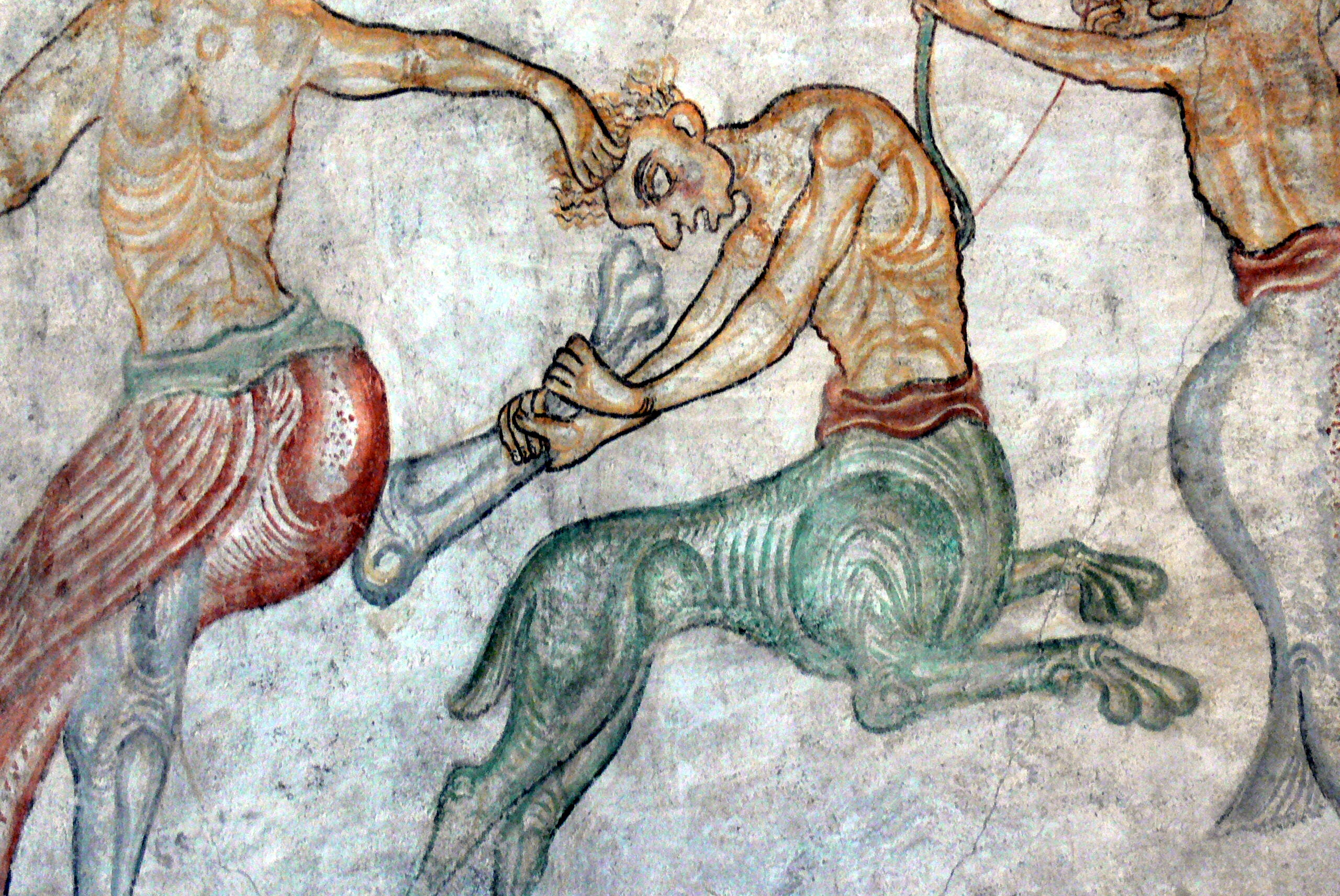
Kämpfender Kentaur in St. Jakob bei Tramin, zwischen 1200 und 1250
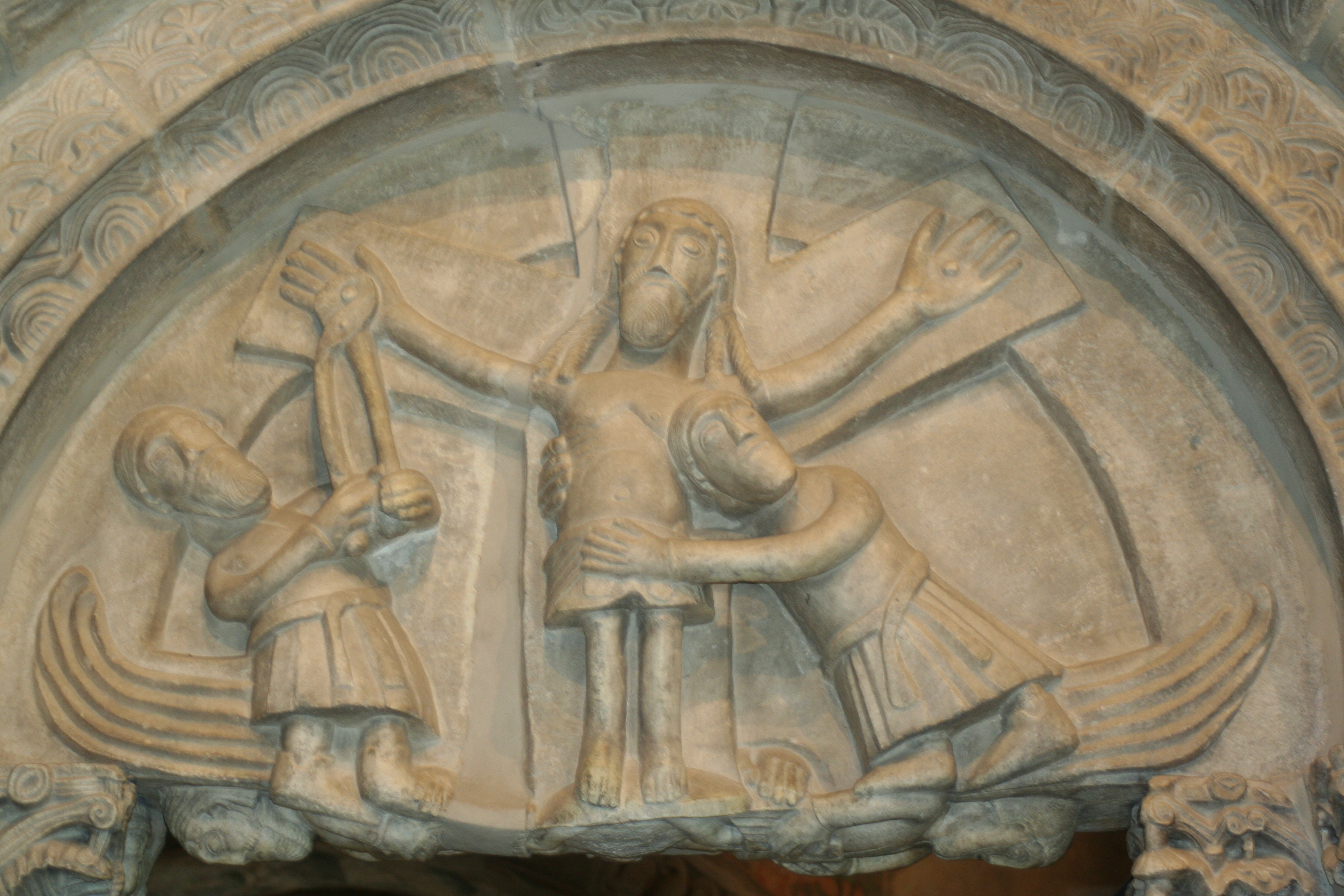
Detail des Kapellenportals von Schloss Tirol, zwischen 1100 und 1150
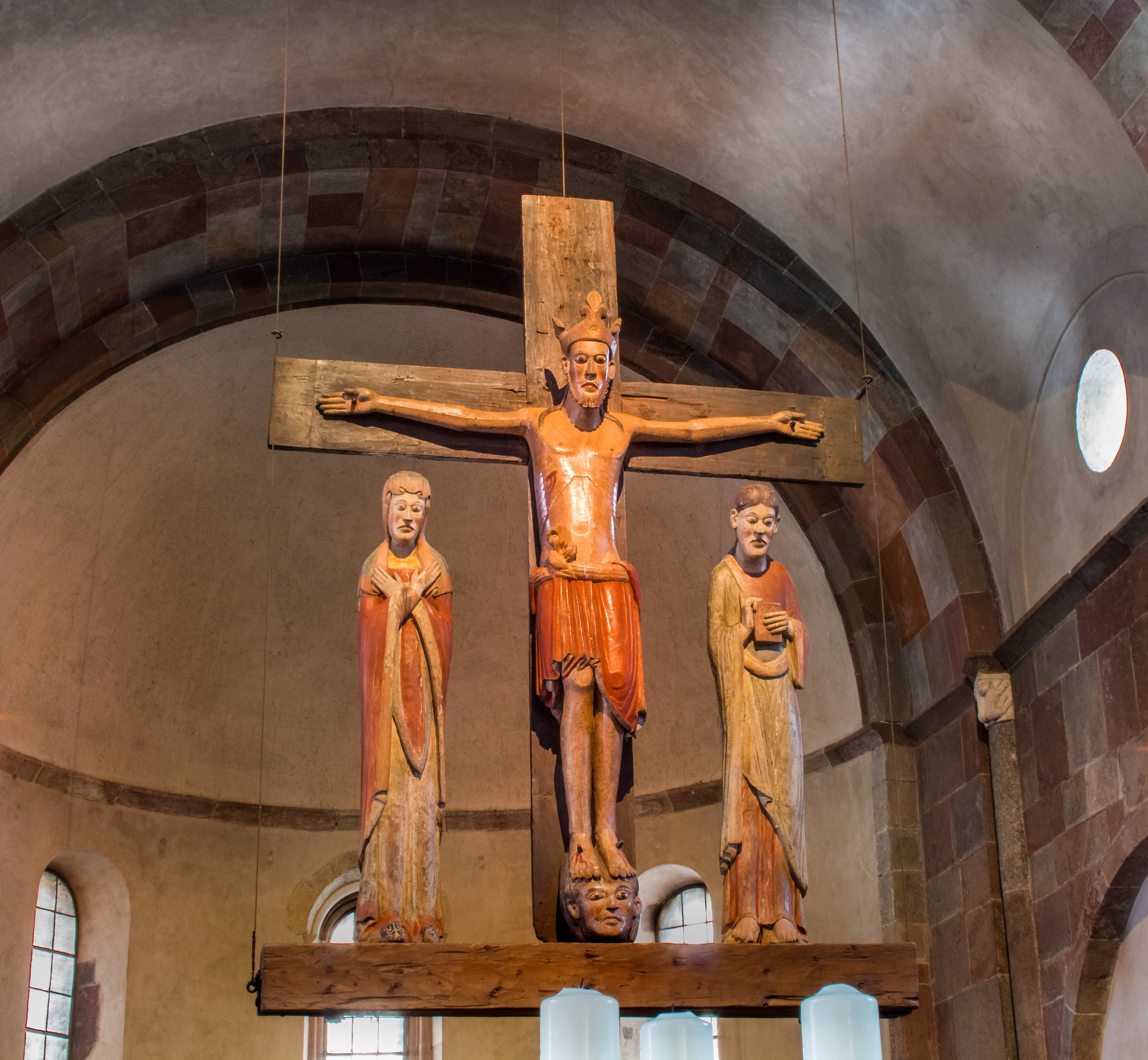
Romanische Kreuzigungsgruppe in der Stiftskirche in Innichen, um 1220

## Gotik
Gotische Architektur hielt im heutigen Südtirol erst im 14. Jahrhundert Einzug. Die Sakralbauten der Epoche – ganz überwiegend klein dimensioniert – zeichnen sich durch einen relativ einheitlichen und süddeutsch beeinflussten Stil aus. Typisch sind insbesondere weitgehend geschlossene Wandpartien und das materialbedingt seltene Erscheinen von Bauplastik. Der Chor der Dominikanerkirche in Bozen zählt zu den frühesten Zeugnissen gotischer Architektur in Tirol; der 1519 vollendete Turm der Bozner Pfarrkirche hingegen gilt als Hauptdenkmal der lokalen Spätgotik. In der Zwischenzeit entstand in Meran mit St. Nikolaus und der Barbarakapelle ein besonders repräsentatives Ensemble gotischer Baukunst. Ein Musterbeispiel des spätmittelalterlichen Burgenbaus stellt Schloss Sigmundskron bei Bozen dar. Die charakteristische Innenausstattung adliger Wohnräume der Epoche lässt sich in der Landesfürstlichen Burg in Meran begutachten, die sich durch ihre qualitätsvoll holzgetäfelten Stuben auszeichnet.
Die gotische Malkunst kam über oberdeutsche und innerösterreichische Zentren ab der zweiten Hälfte des 13. Jahrhunderts in den Tiroler Raum und war in der Folge auch in der Peripherie äußerst wirkungsmächtig. Ein lokales Hauptwerk des 14. Jahrhunderts ist die Ausmalung der Herrschaftskapelle auf Schloss Tirol. Im Bozner Raum traten im Laufe des Trecento verstärkt oberitalienische Einflüsse auf, die sich in der Johanneskapelle der Dominikanerkirche besonders eindrucksvoll niederschlugen. Um 1400 hielt die internationale Gotik Einzug, die sich lokal sowohl von den in Verona und Padua tätigen Meistern wie Altichiero da Zevio und Stefano da Verona, als auch böhmisch beeinflusst manifestierte, und örtlich einen in der Forschung als „Bozner Schule“ bezeichneten eigenen Stil ausprägte. Zu den wichtigsten Beispielen der Kunstproduktion dieses Zeitraums zählen die Fresken im Brixner Domkreuzgang und die profanen Zyklen auf Schloss Runkelstein bei Bozen. Generell verlor die Wandmalerei im Laufe der Zeit zu Gunsten der Tafelmalerei an Bedeutung, wobei in den Sakralbauten geschnitzte und bemalte Flügelaltäre an die Stelle der Wandmalerei traten.
Erste Beispiele für Flügelaltäre im Tiroler Raum gehen auf das späte 14. Jahrhundert und österreichischen bzw. böhmischen Einfluss zurück. Die Schnitzkunst und Tafelbilder des im Bruneck des 15. Jahrhunderts tätigen Michael Pacher stellen einen Meilenstein der europäischen Kunstgeschichte dar und stehen am Übergang vom ausgehenden Mittelalter in die Frühe Neuzeit. Zu Pachers Umfeld zählen u. a. der Meister von Uttenheim, Friedrich Pacher, Marx Reichlich und Simon von Taisten. Im lokalen Kunstzentrum Brixen waren währenddessen der auch als Freskenmaler sehr umtriebige Meister Leonhard und Hans Klocker führende Künstler im Bereich der Altarproduktion, im Raum Meran wirkte Hans Schnatterpeck, im Vinschgau Jörg Lederer.

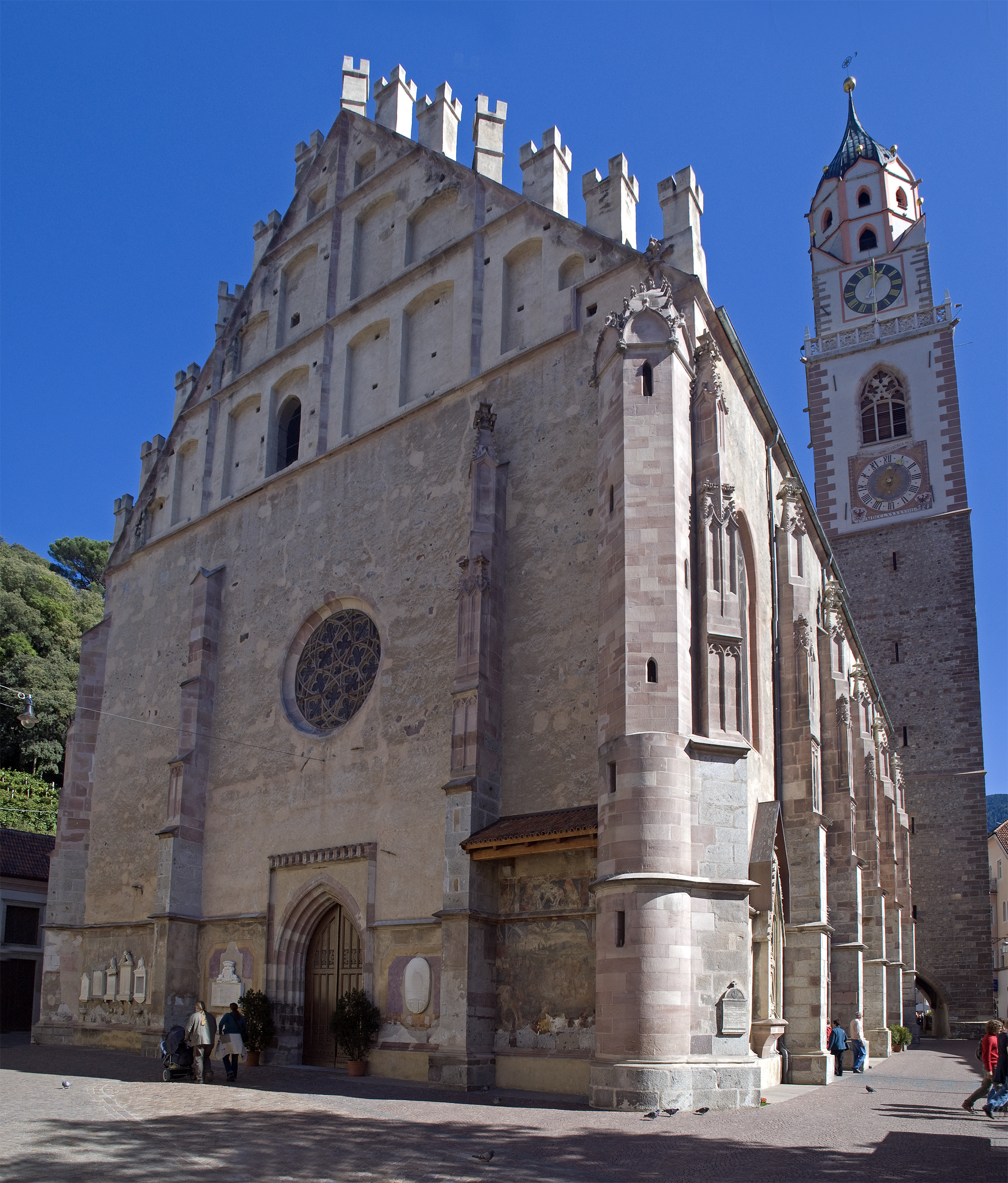
St. Nikolaus in Meran, 1367 geweiht
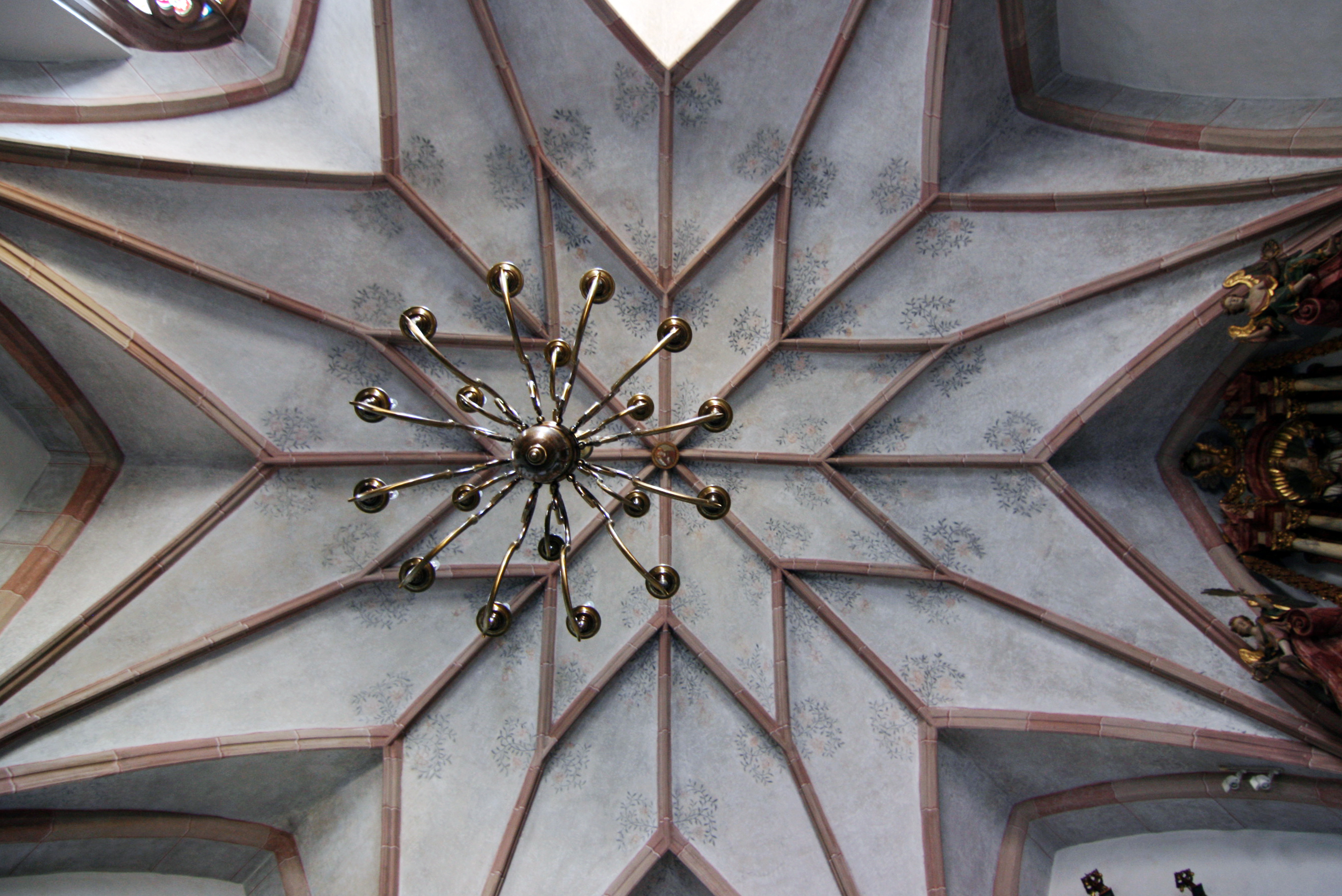
Sternrippengewölbe der Barbarakapelle in Meran, 1450 geweiht
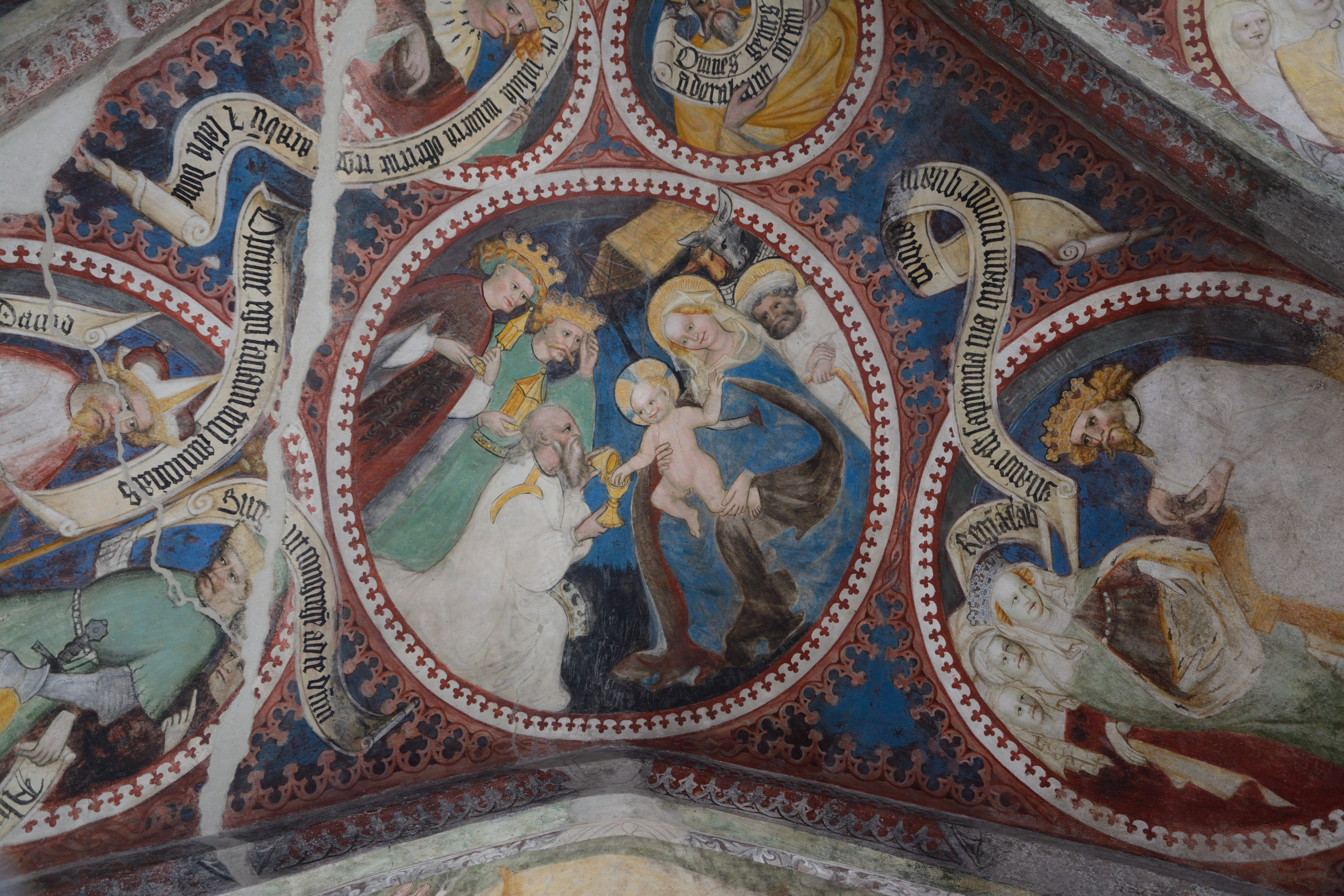
9. Arkade des Brixner Domkreuzgangs, um 1420
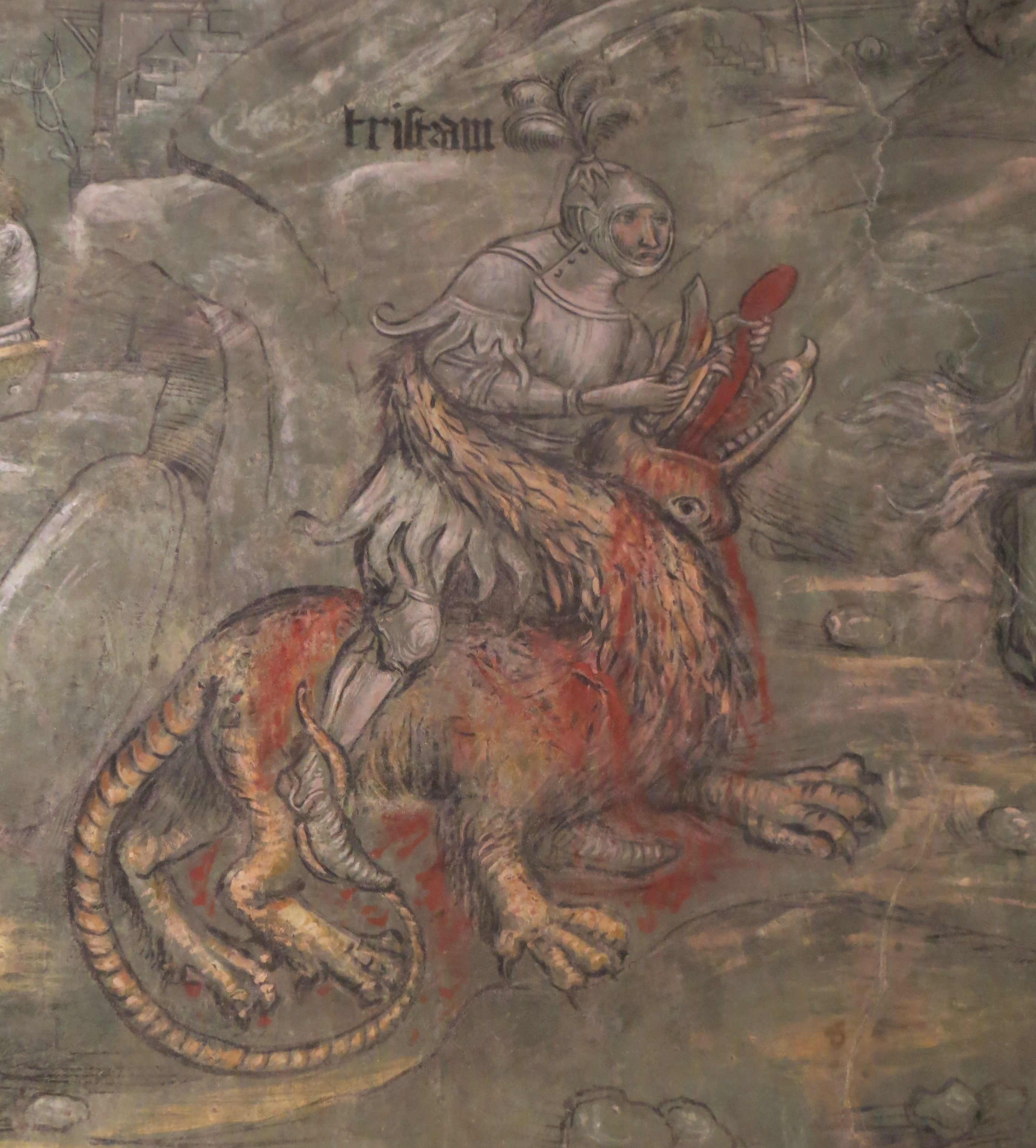
Tristan töten einen Drachen auf Schloss Runkelstein, um 1400
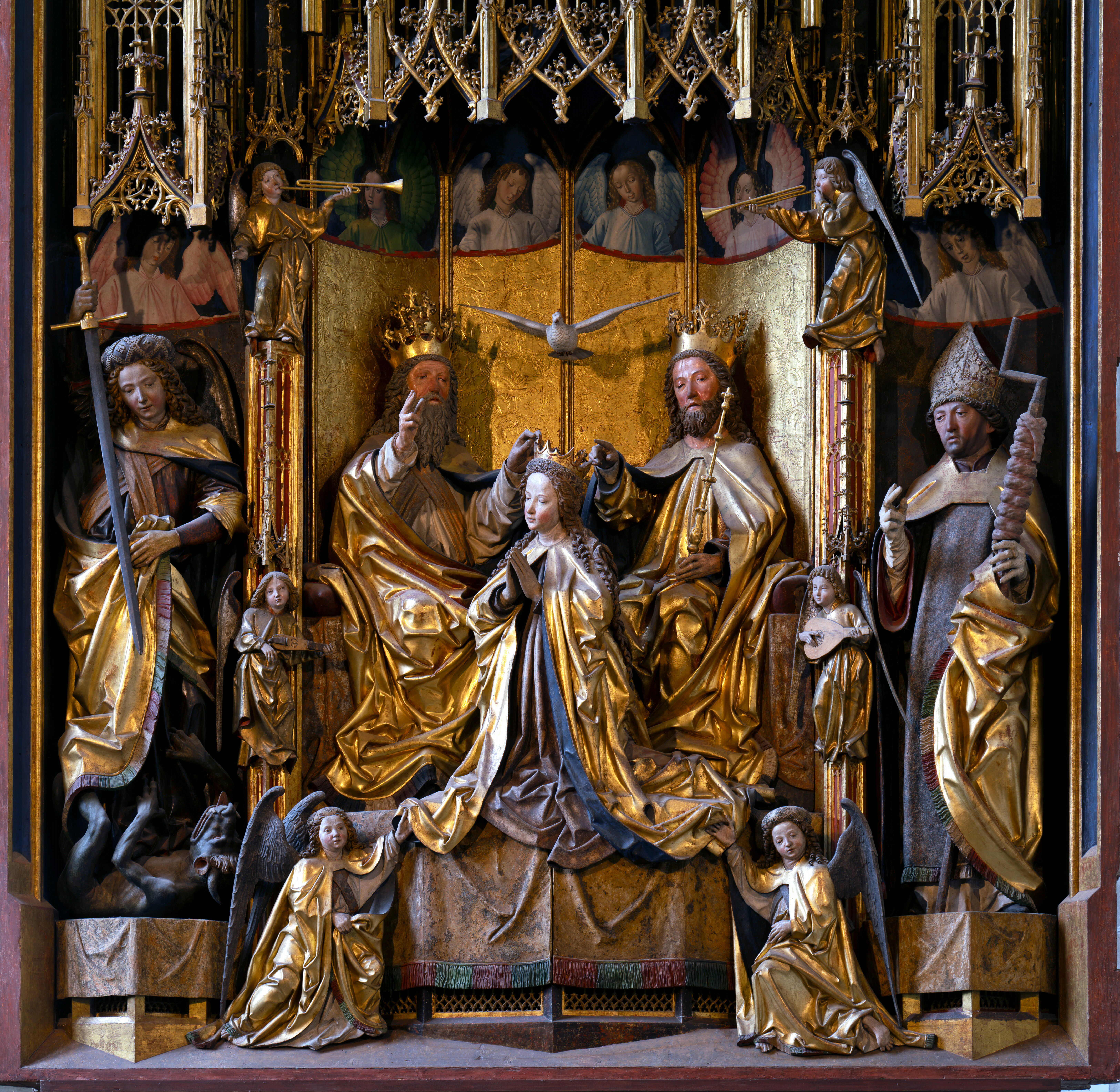
Schnitzaltar von Michael Pacher in der Grieser Pfarrkirche, 1471–1475

## Renaissance
Die Erzeugnisse bildender Kunst im heutigen Südtirol fielen im 16. Jahrhundert durch die Umwälzungen der Bauernkriege und der Reformation spärlicher als in den vorangegangenen Epochen aus. Das Nachlassen sakraler Bautätigkeit kontrastierte mit verstärkter adliger Auftraggeberschaft für Profanbauten in Renaissance-Formen, bei denen oftmals alte Burganlagen mit verstärktem Wohnkomfort zu herrschaftlichen Behausungen umgestaltet wurden, wie beispielsweise Schloss Maretsch bei Bozen. Die im Überetsch unter lombardischem Einfluss (Überetscher Stil) entstandenen Ansitze gehören zu den Hauptwerken der lokalen Renaissance-Architektur. Auch die Brixner Fürstbischöfe ließen mit Schloss Velthurns und der später barock ausgebauten Hofburg zwei bedeutende Repräsentationsbauten planen. In der Kirchenarchitektur sind Renaissance-Formen hingegen kaum auffindbar.
In der Malerei machte sich zunehmend eine humanistisch beeinflusste Bildwahl bemerkbar. Stilistisch handelte es sich dabei vorwiegend um Wiederholungen flämischer, deutscher oder italienischer Vorlagen. In den Bildprogrammen der Zeit, wie sie etwa Bartlmä Dill Riemenschneider verwirklichte, ist vielfach kryptoprotestantisches Gedankengut nachweisbar. Aus dem ausgehenden 16. Jahrhundert stammen diverse Werke des Manierismus im südlichen Landesteil, darunter etwa auf Schloss Maretsch. Der Tendenz der Zeit entsprechend lag ein neuer Fokus der Malerei auch auf dem Porträt.
Die Bildhauerkunst fand in den Renaissance-Altären neue Aufgaben, die typischerweise als skulptierte Figurenaltäre ausgestaltet wurden. In der Zeit um 1600 erfuhr der Schnitzaltar unter Bezugnahme auf Albrecht Dürer einen neuen Aufschwung. Zu den bedeutendsten Werken der lokalen Spätrenaissance-Plastik zählen die Terrakottafiguren von Hans Reichle in der Brixner Hofburg und die Stuckfiguren von Joseph Proy im Ahnensaal auf der Trostburg.

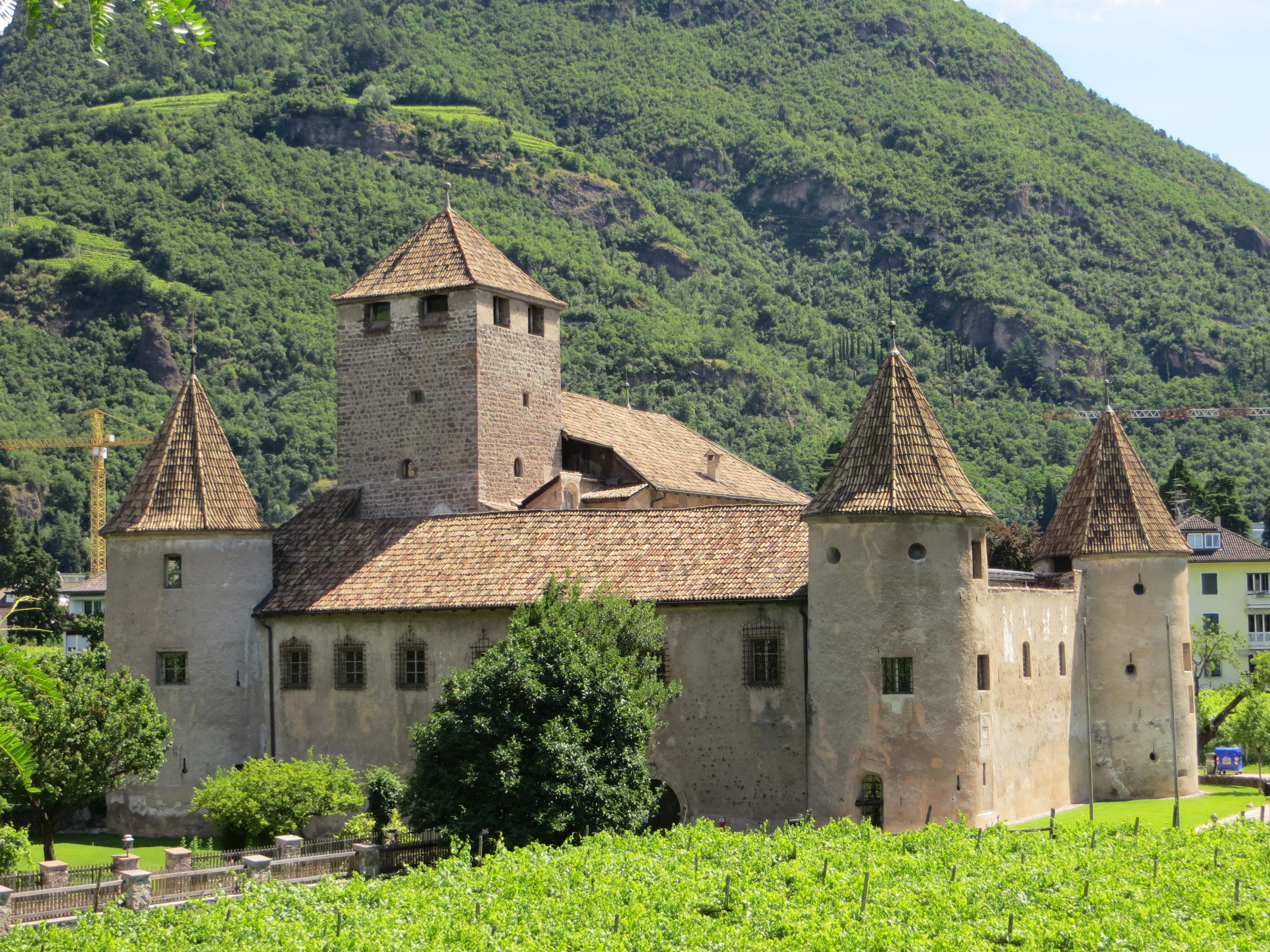
Schloss Maretsch in Bozen, Ausbauphase des 16. Jh.s
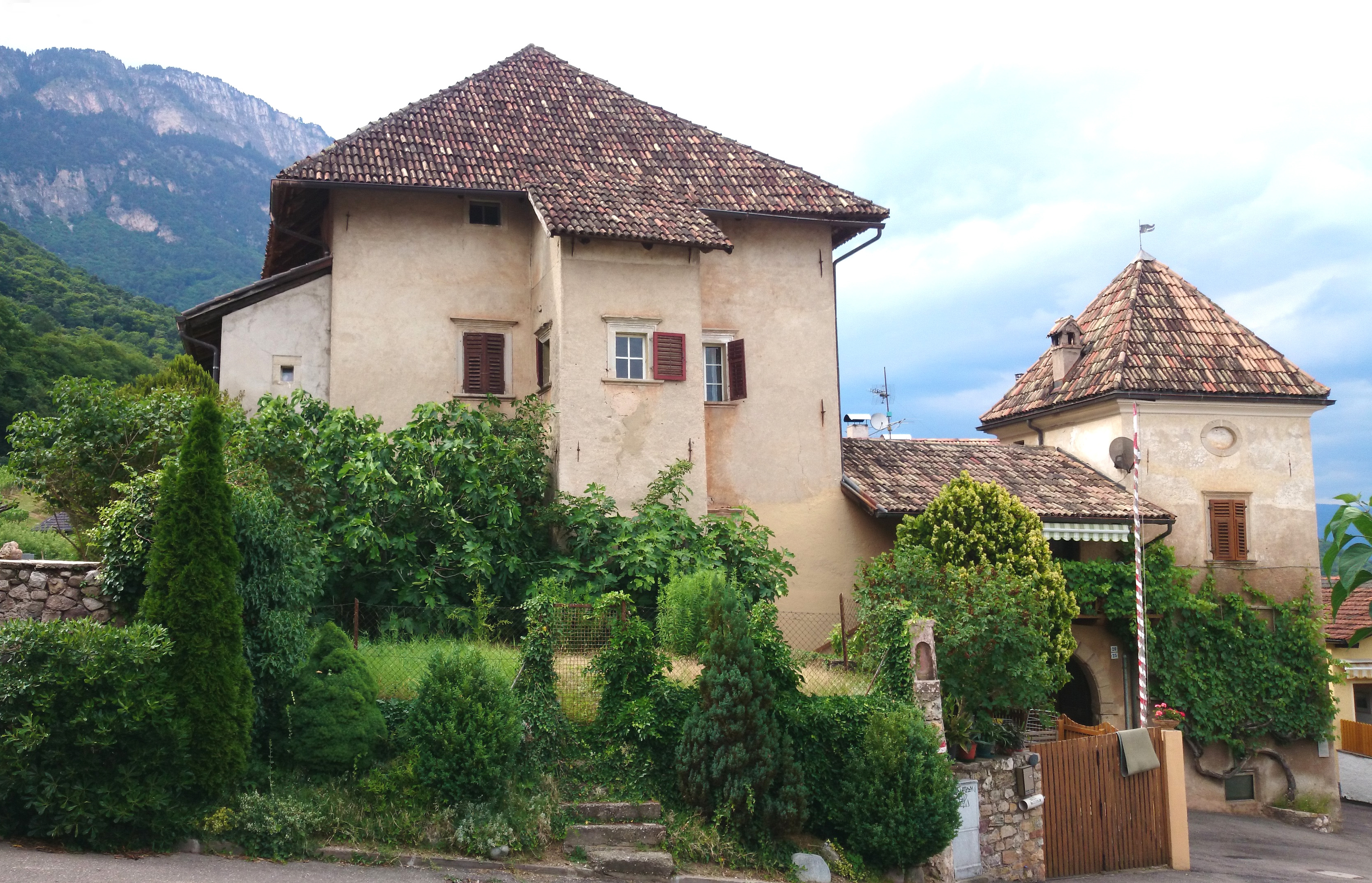
Ansitz Mühlburg in Kaltern, Ende des 16. Jh.s
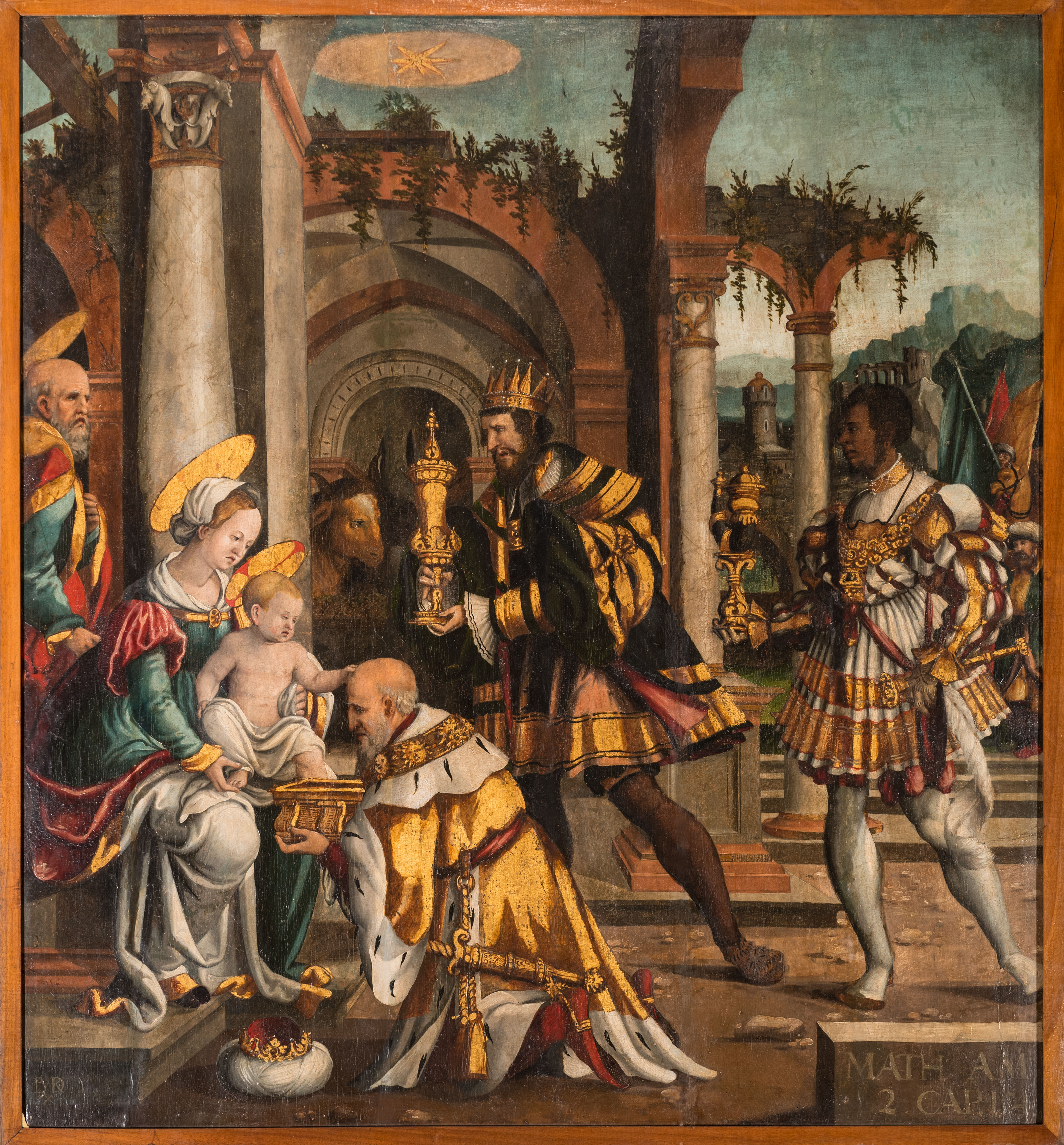
Dreikönigstafel von Bartlmä Dill Riemenschneider in Burgstall, 1545
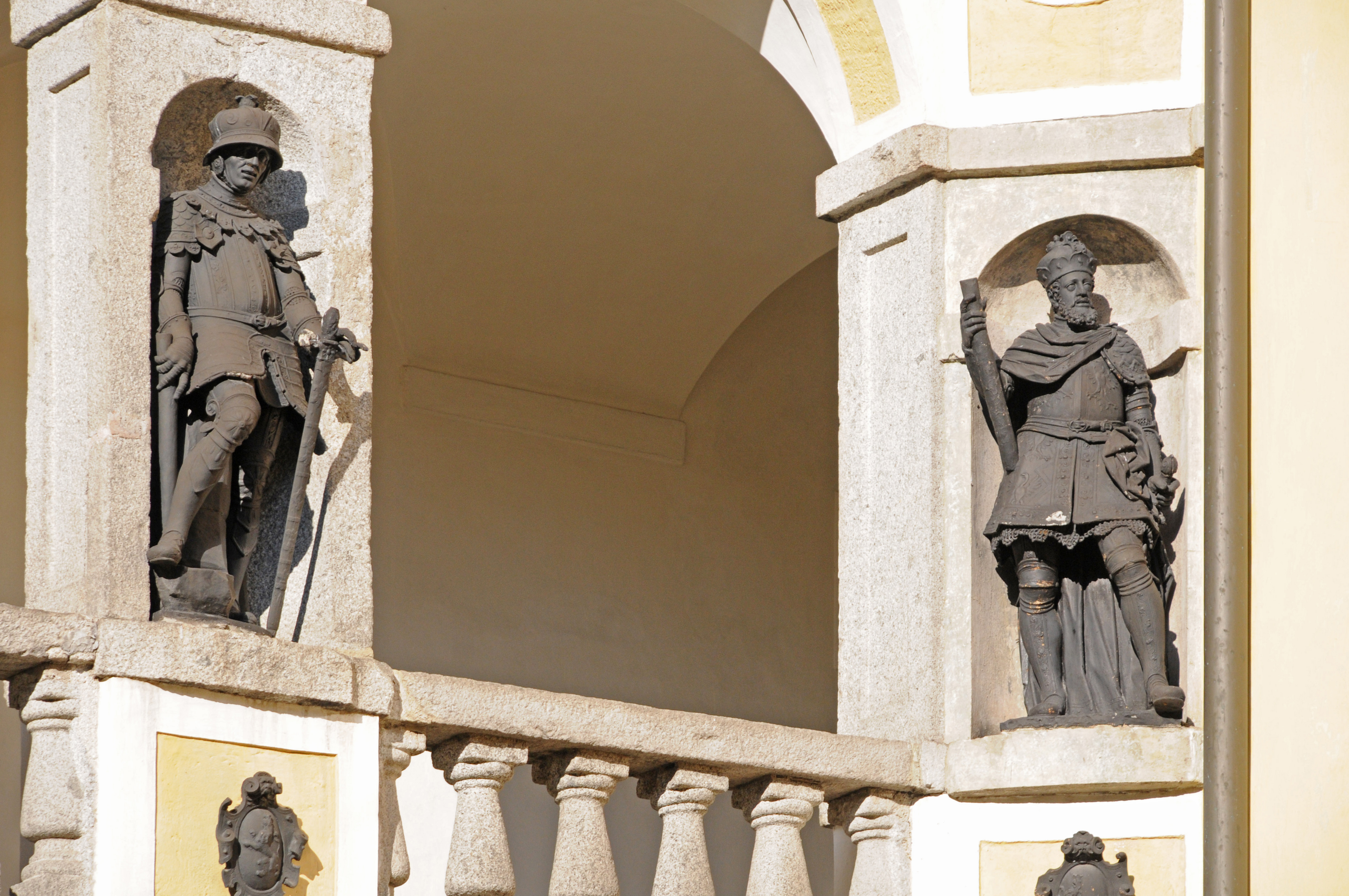
Terrakottafiguren von Hans Reichle in der Brixner Hofburg, 1599
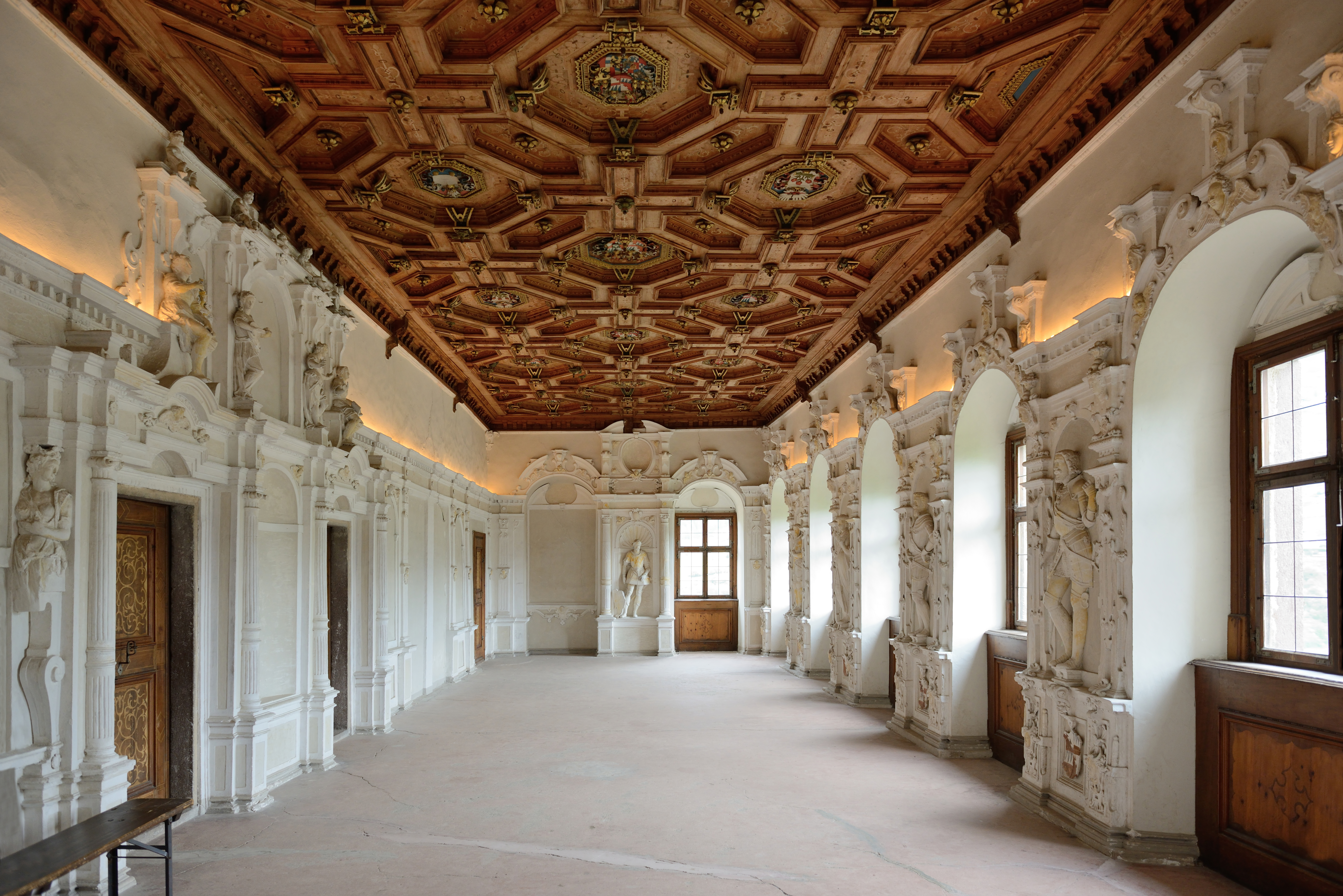
Stuckfiguren von Joseph Proy im Ahnensaal auf der Trostburg, 1608–1609

## Barock
Barocke Architektur im heutigen Südtirol ist eng mit der aus der Lombardei stammenden und in Bozen ansässigen Familie Delai verbunden. Mitglieder der Familie, darunter die beiden Brüder Andrea und Pietro Delai, schufen im 17. und frühen 18. Jahrhundert zahlreiche Profan- und – häufig als Zentralbau konzipierte – Sakralbauten, darunter beispielsweise das Palais Mamming in Meran oder die Heiliggrabkirche in Bozen. Generell blieben barocke Kirchenneubauten Ausnahmen, typischer waren bauliche Ergänzungen oder Umgestaltungen bestehender Gotteshäuser, wie etwa am Brixner Dom in besonders opulenter Weise geschehen. Der in dieser Phase zunächst geringere Einfluss süddeutsch geprägter Architektur wurde erst im 18. Jahrhundert durch das vielfach nachgeahmte Werk Franz Singers umfänglicher. Im Bereich der barocken Profanbauten stellt neben dem Ausbau der Hofburg die Errichtung von Schloss Wolfsthurn einen lokalen Höhepunkt dar.
Barocke Tafelmalerei fand in Altarblättern, religiösen Andachtsbildern und vornehmlich zu Repräsentationszwecken angefertigten Porträts ihre Hauptbetätigungsfelder. Die Auftraggeber engagierten, abgesehen von vereinzelten italienischen Importen (darunter Guercino) oder der Berufung Martin Theophil Polaks nach Brixen, meist ortsansässige Künstler, was sich oft in mittelmäßiger Qualität niederschlug. Zu den wichtigsten lokal tätigen Künstlern gehörten u. a. Ulrich Glantschnigg, Johann Georg Dominikus Grasmair, Johann Georg Platzer, die Brüder Franz Sebald und Michelangelo Unterberger und Carl Henrici. Barocke Deckenmalerei lässt sich im heutigen Südtirol erst ab der Mitte des 17. Jahrhunderts nachweisen. Zu den repräsentativsten Kunstwerken dieser Maltechnik in Tirol zählen etwa die flämisch beeinflussten Arbeiten Stephan Kesslers in der Liebfrauenkirche beim wenige Jahre später gegründeten Kloster Säben, die effektvollen Malereien des Augsburgers Matthäus Günther und die Brixner Domfresken des in Italien geschulten Paul Troger. In den Werken Martin Knollers und Joseph Schöpfs manifestierte sich im ausgehenden 18. Jahrhundert ein Übergang vom Spätbarock bzw. Rokoko zum Klassizismus.
Barocke Skulpturen aus dem südlichen Tirol waren im 17. Jahrhundert stark an Weilheimer Vorlagen angelehnt (Adam Baldauf erhielt beispielsweise dort seine Ausbildung), orientierten sich dann aber im 18. Jahrhundert am Kunstschaffen Berninis bzw. seiner Nachfolger. Wie auch in der Malerei stammte das Gros der barocken Altarproduktion, die zunehmend mit Marmor arbeitete, aus lokalen Werkstätten. Beispiele für örtlich erfolgreiche Stein- und Holzbildhauer sind Gregor Schwenzengast und Dominikus Moling. Im 17. Jahrhundert entstanden florierende Bildhauerwerkstätten in Gröden, in denen etwa Christian Trebinger oder Martin Vinazer, Spross der Künstlerdynastie Vinazer, tätig waren.

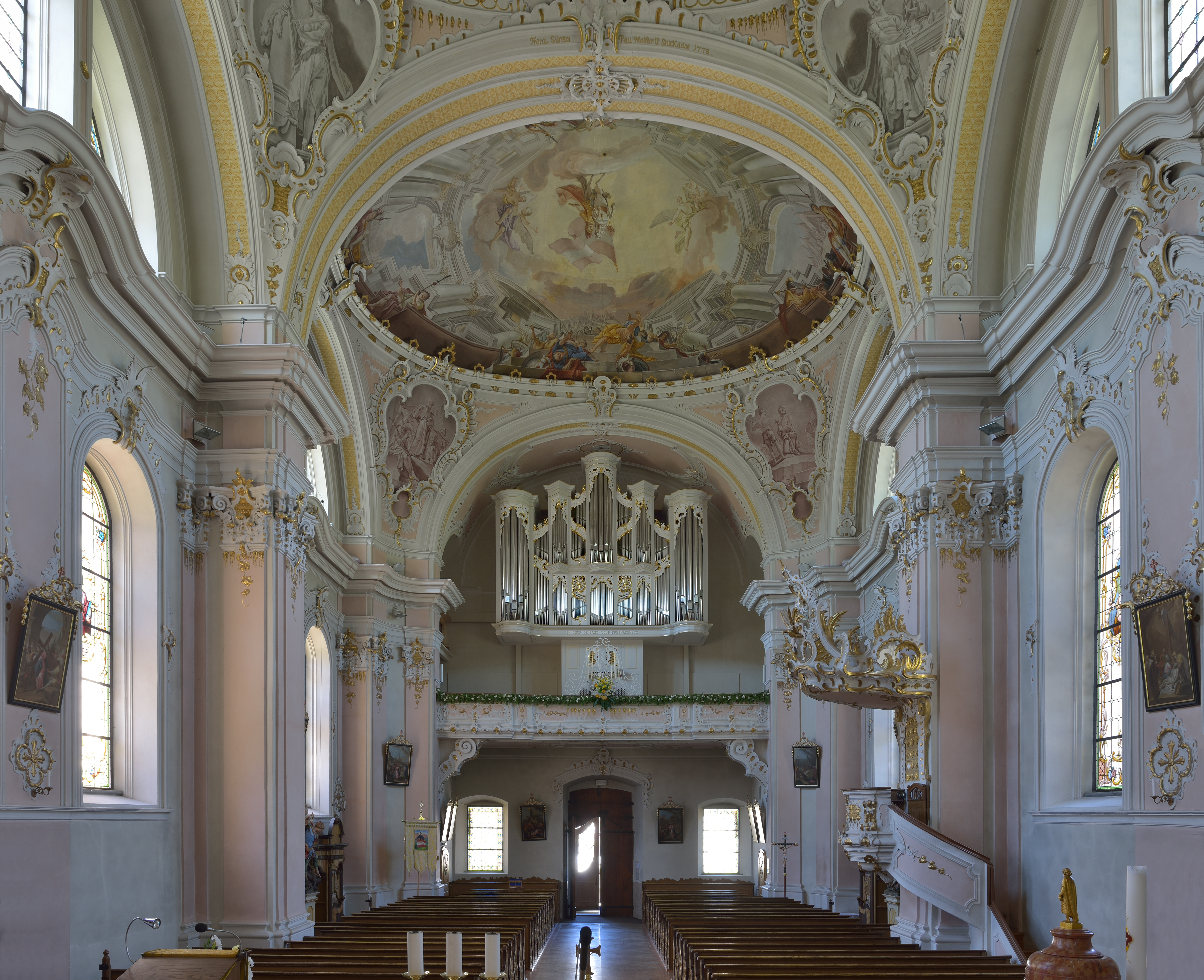
Pfarrkirche St. Jakob und Leonhard in Abtei von Franz Singer, 1776–1778
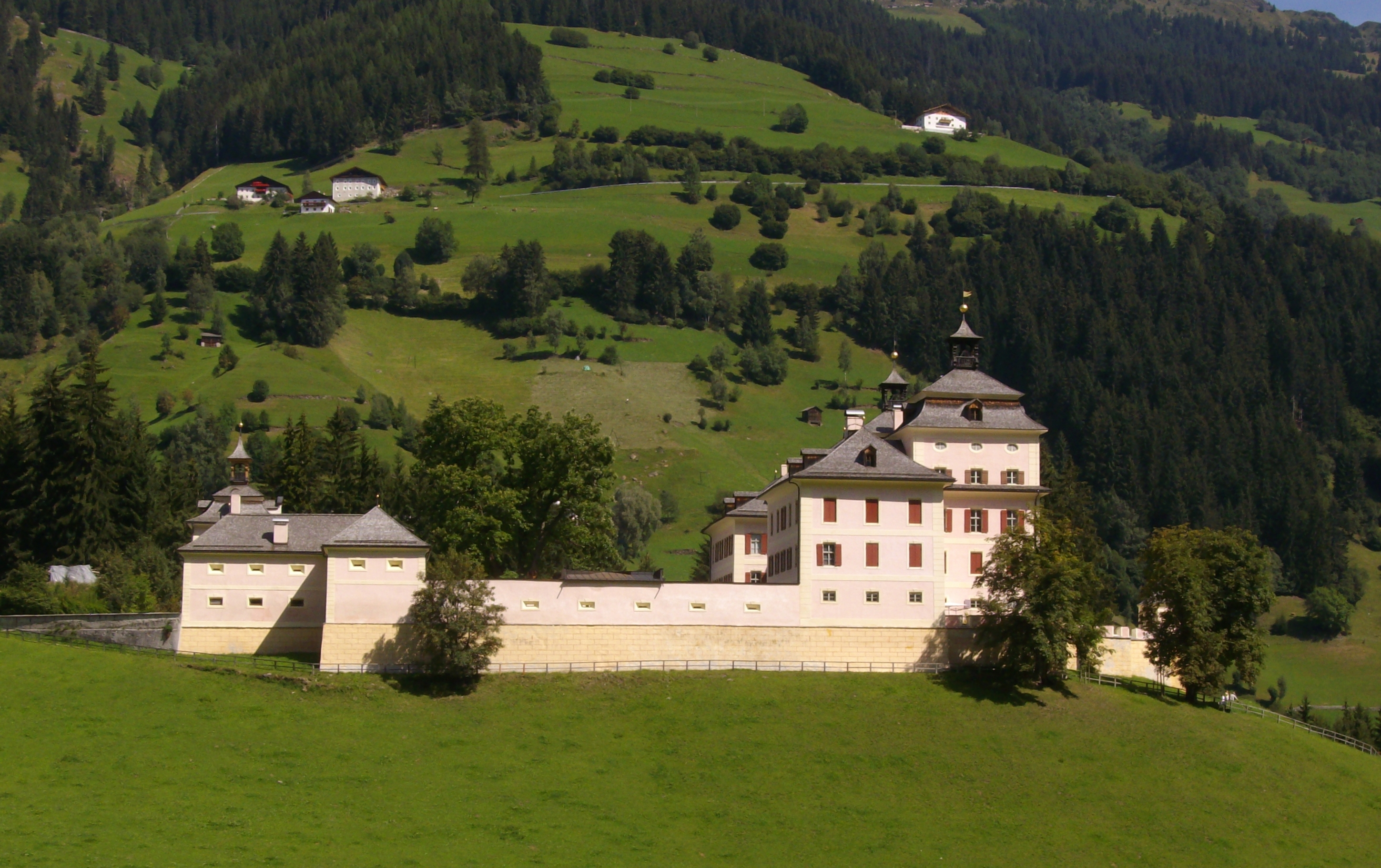
Schloss Wolfsthurn in Mareit, 1727–1741
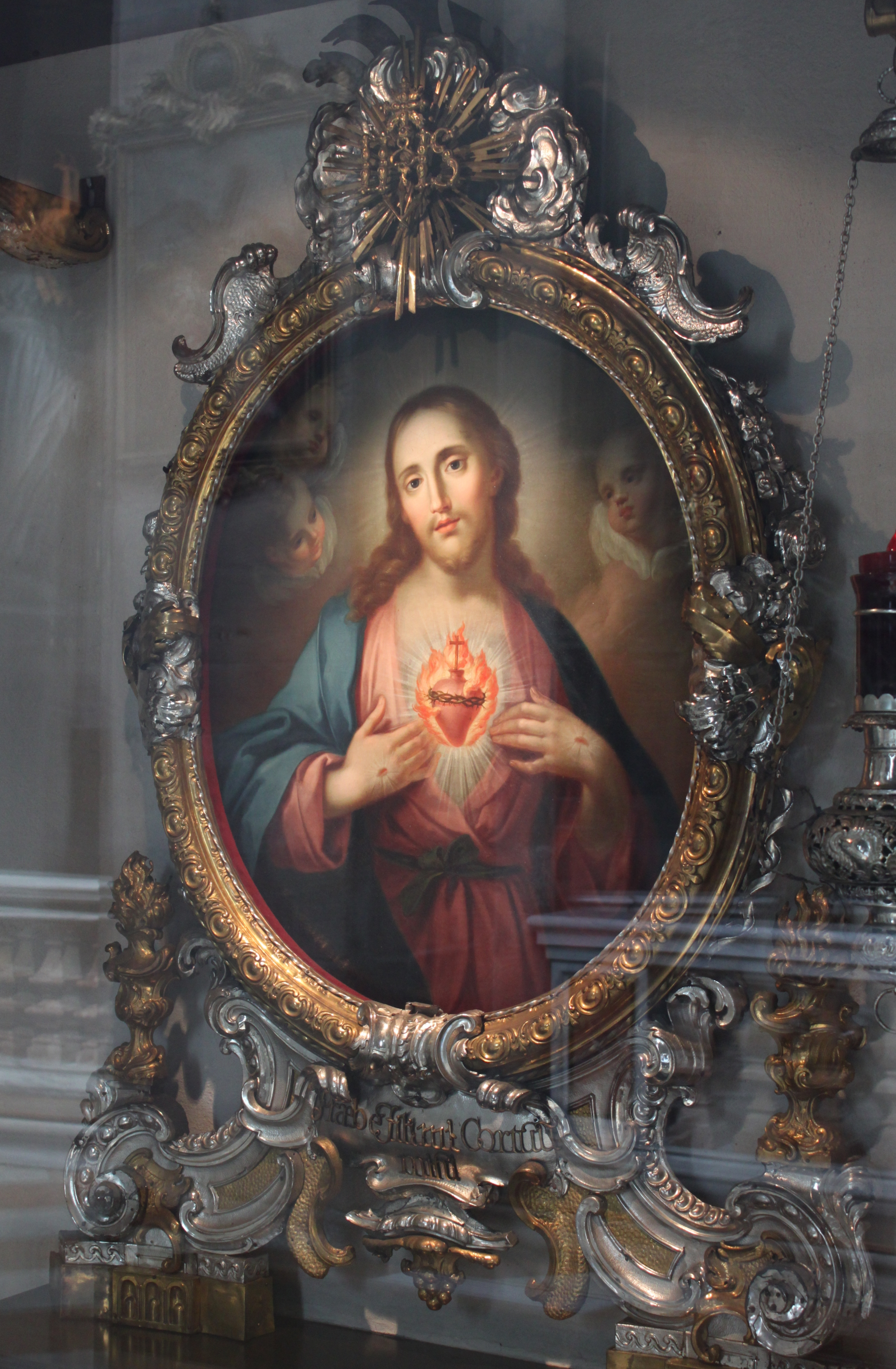
Herz-Jesu-Bildnis von Carl Henrici im Bozner Dom, um 1770
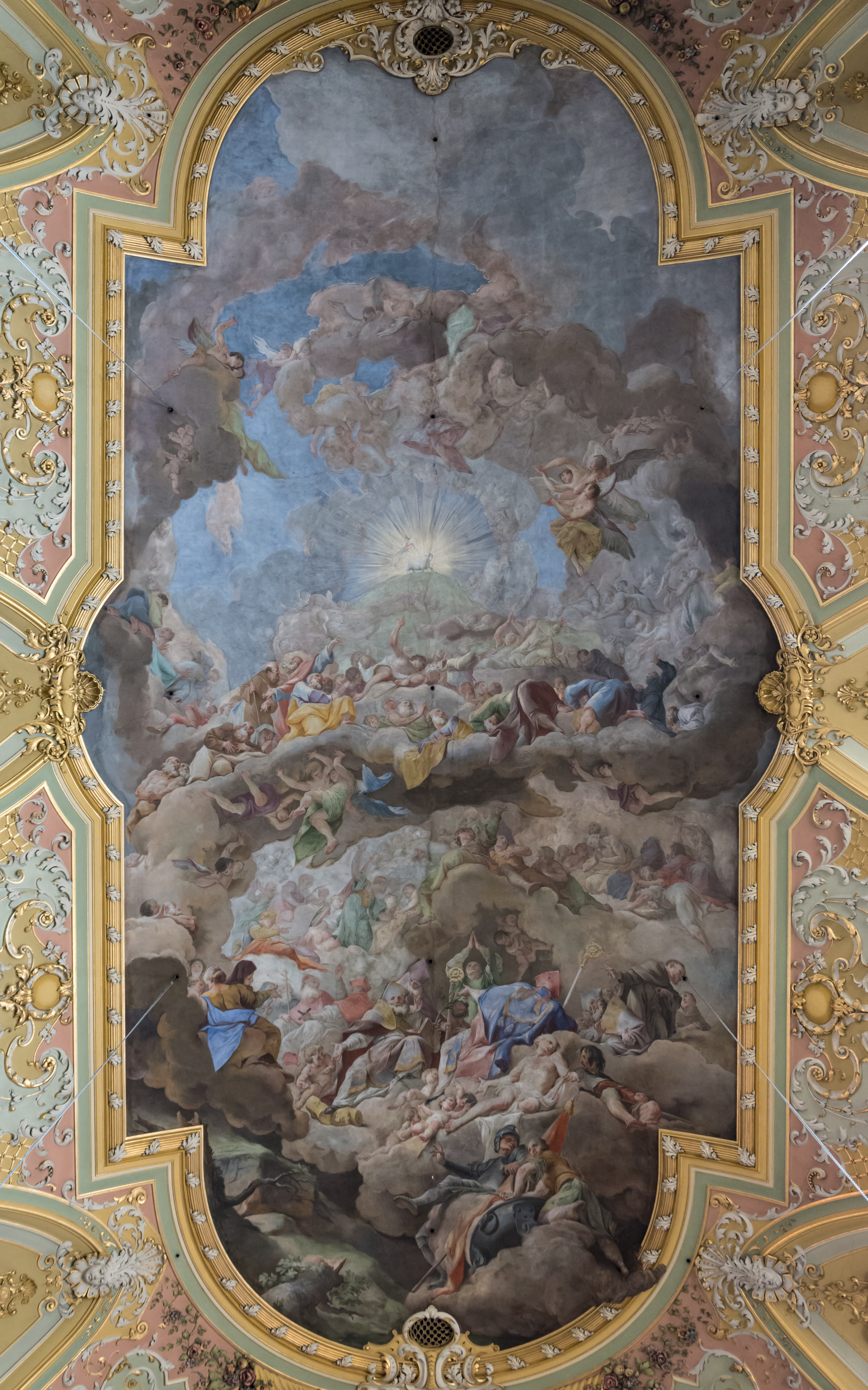
Anbetung des Lammes von Paul Troger im Brixner Dom, 1748–1750
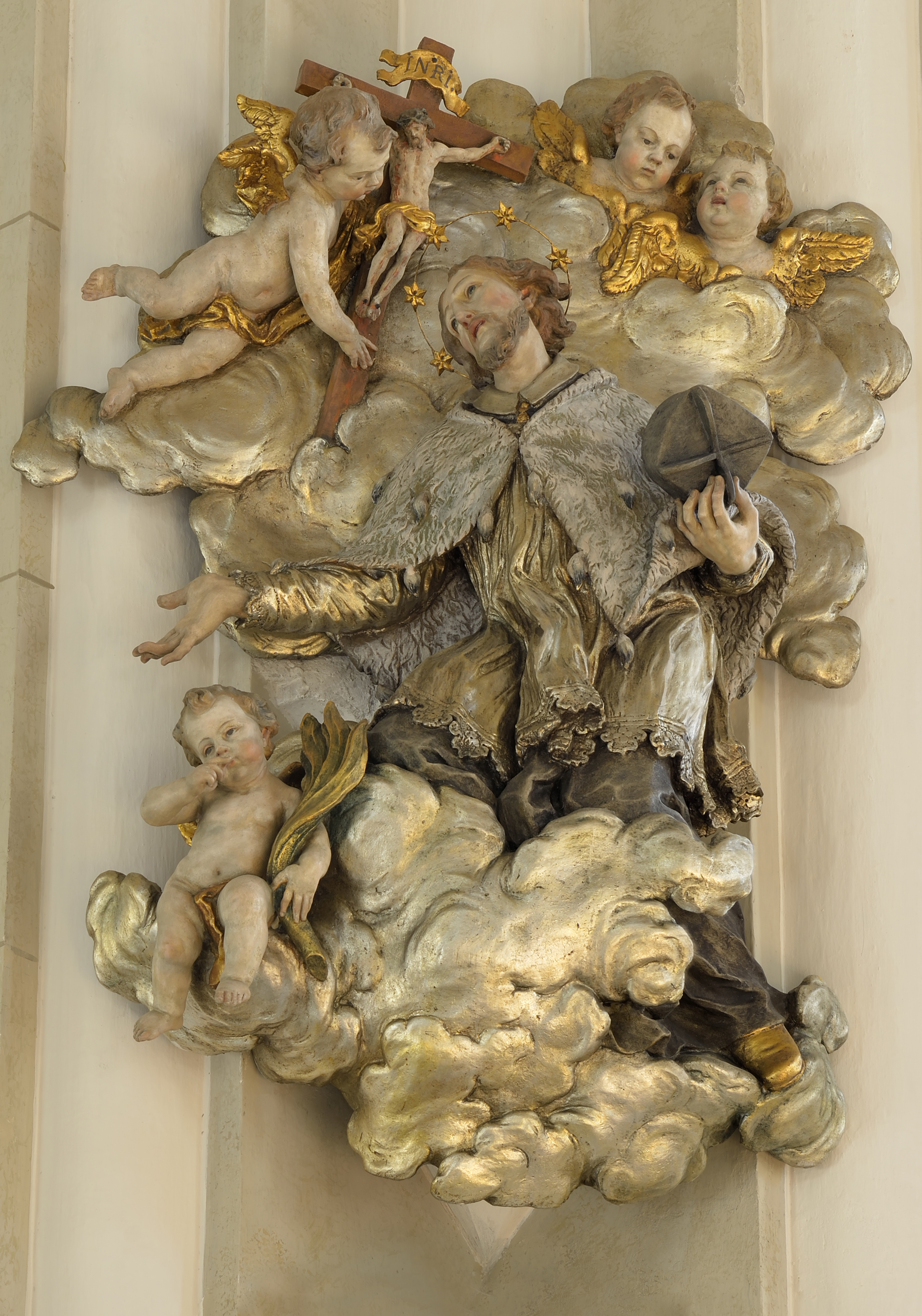
St. Nepomuk von Dominikus Moling in der Pfarrkirche St. Genesius in Wengen, um 1750

## 19. Jahrhundert
Der architektonische Klassizismus hinterließ in Südtirol nur wenige Spuren; der Kirchenbau der ersten Jahrzehnte des 19. Jahrhunderts war im südlichen Tirol noch weitgehend in spätbarocken Formen verhaftet. Der Historismus hielt in den 1830er Jahren Einzug und blieb in seinem Stilpluralismus bis ins frühe 20. Jahrhundert hinein wirkmächtig; die verantwortlichen Baumeister stammten dabei überwiegend aus Österreich und realisierten ihre Werke in Übereinstimmung mit den Vorstellungen der k.k. Zentralkommission. Exemplarische Beispiele für neuromanische und neugotische Architektur sind die Herz-Jesu-Kirche in Bozen und das Mausoleum des Erzherzogs Johann in Schenna. Ein städtebauliches historistisches Ensemble findet sich in den Bürgerhäusern der Bozner Sparkassenstraße. Ende des 19. Jahrhunderts entstanden auch Jugendstil-Bauten – vorwiegend in der Kurstadt Meran und in der Regel von Wiener oder Münchner Architekten entworfen, wie beispielsweise das Stadttheater Meran von Martin Dülfer.
Zu den Folgen des Tiroler Volksaufstands gehörte ein allgemeiner Rückgang öffentlicher Kunstaufträge. Große sakrale Deckenmalereien entstanden erst wieder um die Mitte des 19. Jahrhunderts, wie etwa die klassizistischen Fresken Josef Arnolds in der Pfarrkirche St. Peter in Lajen oder die Arbeiten des Nazareners Georg Mader in der Pfarrkirche Bruneck. In der Zwischenzeit wandten sich zahlreiche Maler dem bürgerlichen Porträt oder der Landschaftsmalerei zu, die in ihrer klassizistischen Spielart durch mehrere Künstler in der Nachfolge Joseph Anton Kochs, in ihrer romantischen Form beispielsweise durch Friedrich Wasmann repräsentiert wurde. In der lokalen Geschichte der nazarenischen Stilrichtung nimmt Franz Hellweger eine zentrale Rolle ein. Im Spannungsfeld zwischen Romantik und Realismus bewegen sich die biedermeierlichen Bilder von Gottfried Seelos. Franz Defreggers realistische Malkunst popularisierte Historien- und bäuerliche Genrebilder aus dem Tiroler Raum, die u. a. von den akademisch ausgebildeten Josef Moroder-Lusenberg und Karl Anrather weitergepflegt wurden.
Die klassizistische Skulptur des 19. Jahrhunderts erfüllte – neben den üblichen sakralen Themenbereichen – diverse, bisher von der Südtiroler Bildhauerkunst nicht wahrgenommene Aufgaben, wozu die Grabmalplastik, das Denkmal und die Medaillenkunst zählen. In die zweite Jahrhunderthälfte fallen die historisierenden Altarbauten, die sich am Stilinventar der Neugotik orientierten. Grödner Werkstätten bedienten in dieser Zeit mit in hoher Zahl hergestellten, qualitativ nivellierten Arbeiten den Bedarf an billigen Kirchenausstattungen weiter Teile Mitteleuropas. Das wichtigste Beispiel des gegen Ende des Jahrhunderts an Bedeutung gewinnenden öffentlichen Denkmalbaus ist das marmorne Walther-Denkmal von Heinrich Natter in Bozen.

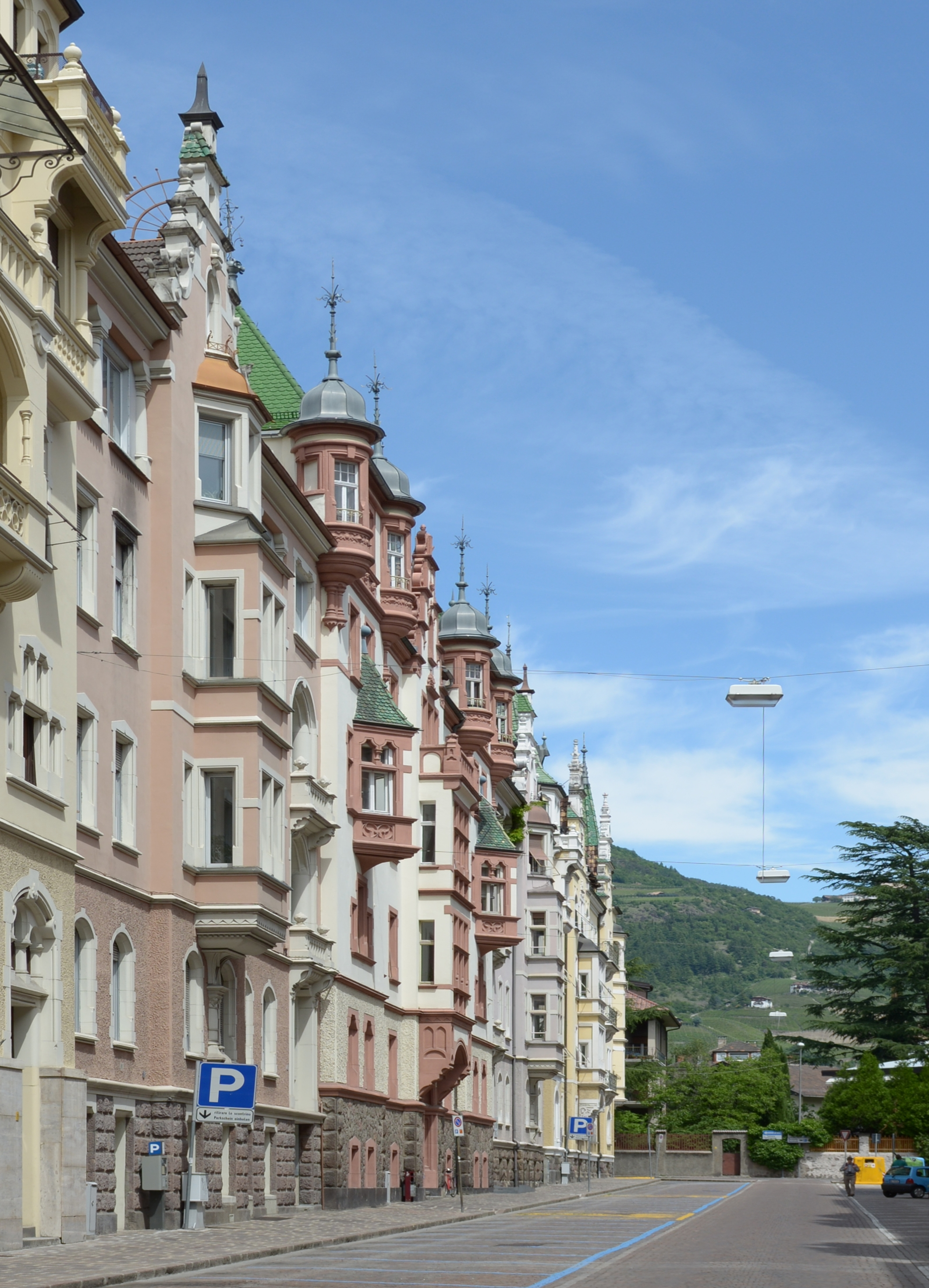
Historistische Bürgerhäuser in der Sparkassenstraße in Bozen, um 1900 erbaut
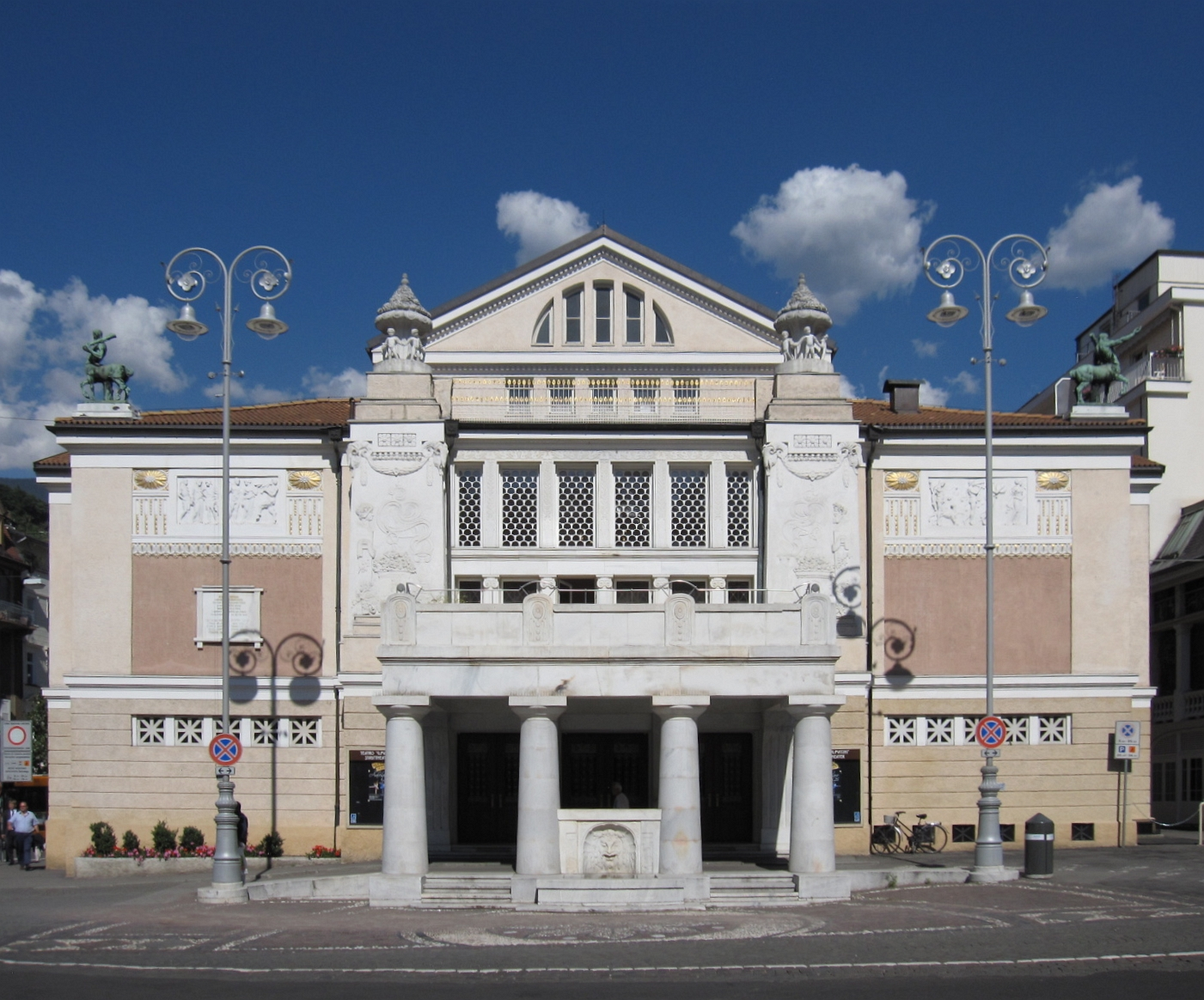
Stadttheater Meran in Jugendstil-Formen von Martin Dülfer, 1899 erbaut
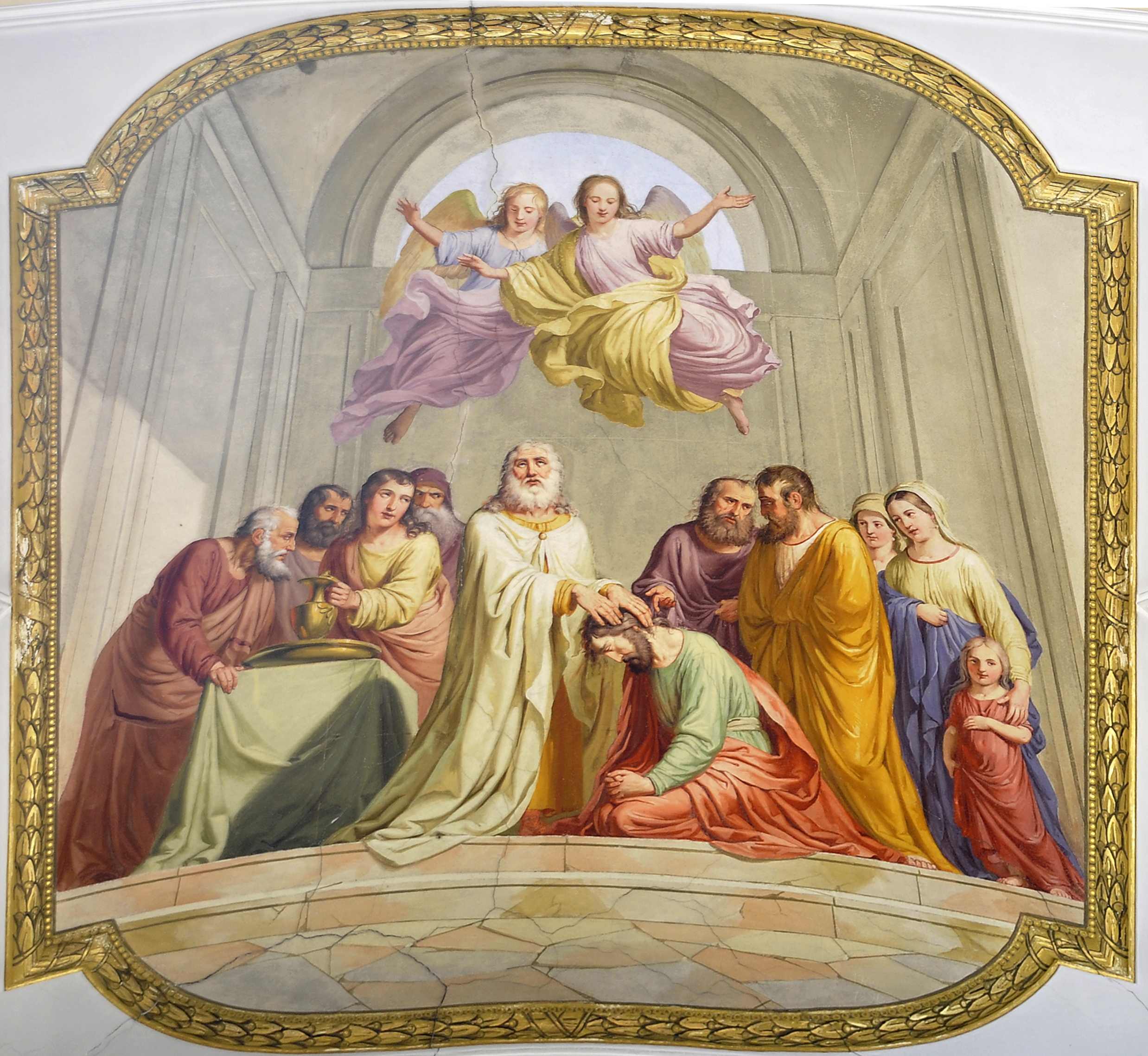
Hananias und Paulus, klassizistische Malerei von Josef Arnold in der Pfarrkirche St. Peter, 1845
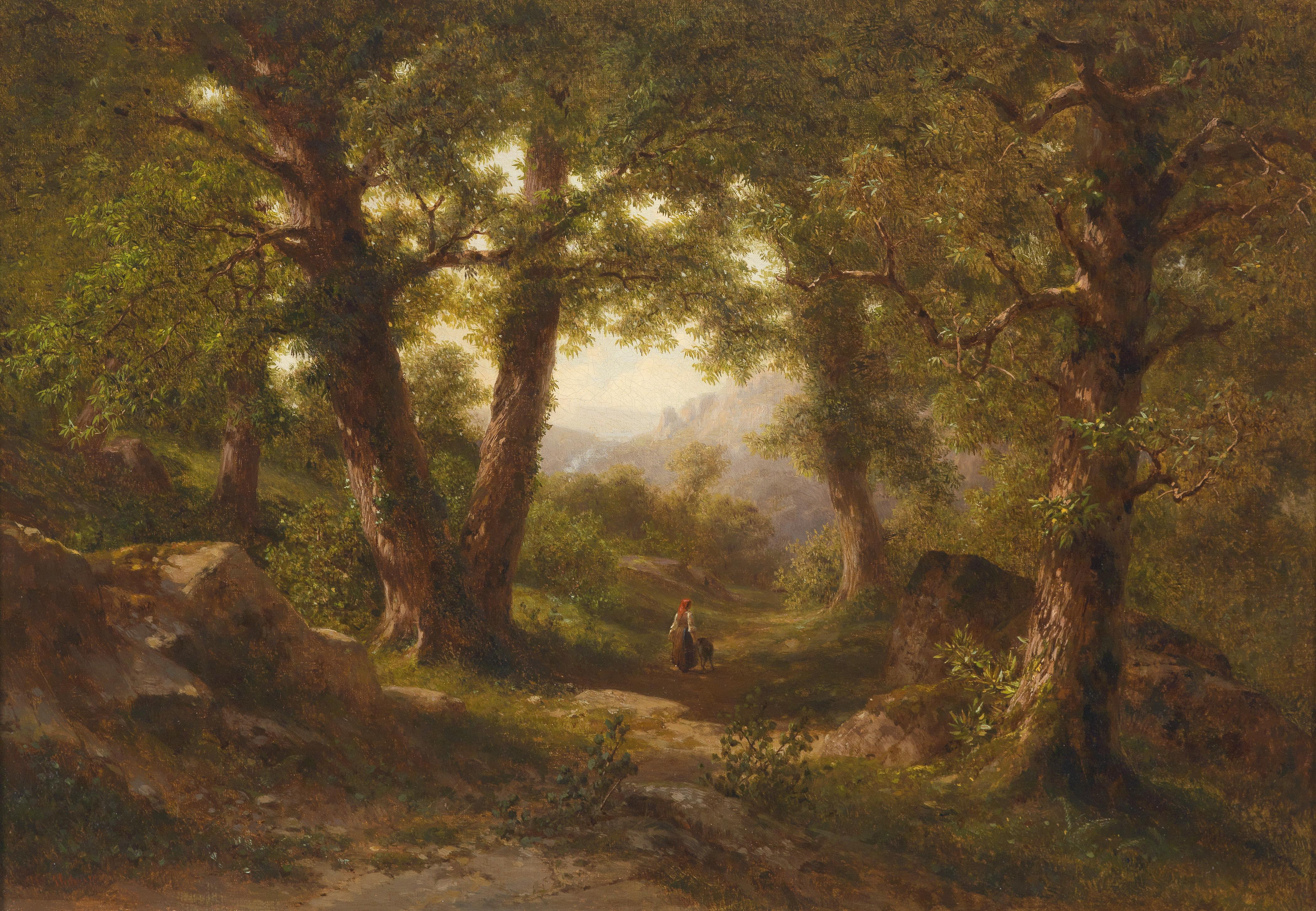
Ein Kastanienhain, biedermeierliches Gemälde von Gottfried Seelos, 1870
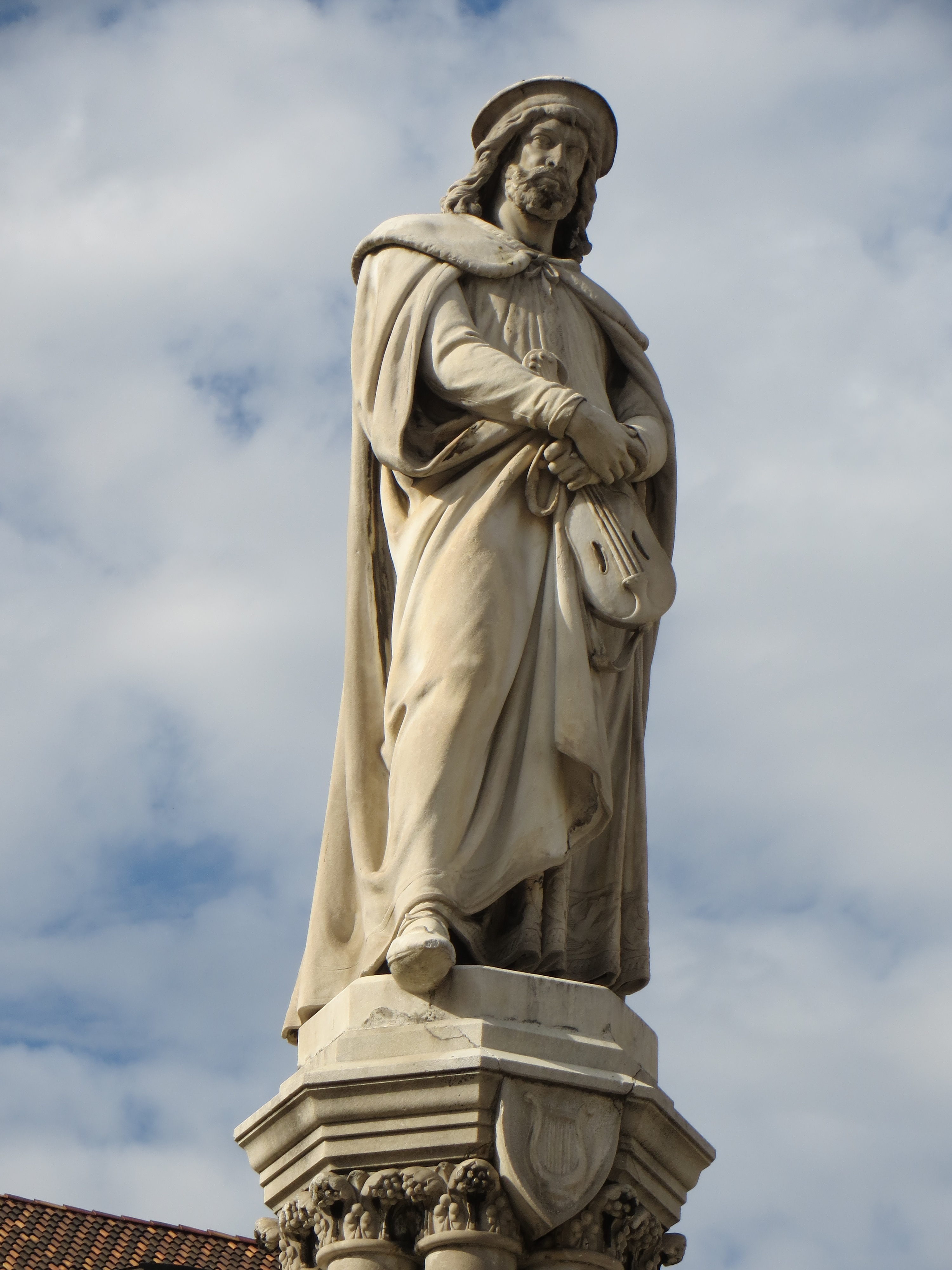
Walther-Denkmal von Heinrich Natter in Bozen, 1889

## 20. und 21. Jahrhundert
Die Moderne äußerte sich in Südtirol im Bereich der Architektur zunächst in den Wohnhäusern und Hotelbauten, die etwa Lois Welzenbacher, Clemens Holzmeister und Hubert Lanzinger in der Zwischenkriegszeit errichteten. In den 1920er und 1930er Jahren förderte das faschistische Regime rationalistische Baukunst, die im für Südtiroler Verhältnisse monumentalen städtebaulichen Projekt zwischen der Bozner Altstadt und Gries gipfelte, aber auch viele Funktionsbauten wie Elektrizitätswerke oder Industrieanlagen hervorbrachte. Die wirkmächtigste Strömung der Nachkriegsjahrzehnte war alpine Heimatschutzarchitektur anachronistischen Zuschnitts. Erst ab den 1960er Jahren gelang Architekten wie Othmar Barth eine Öffnung des im Traditionellen verhafteten Formenkanons. Für einen qualitativen Aufschwung im Bereich des privaten Wohnbaus und der Weinarchitektur sorgten gegen Ende des 20. bzw. zu Beginn des 21. Jahrhunderts u. a. Werner Tscholl und Walter Angonese. Bei öffentlichen Bauten verantwortete in den 2000er Jahren die Südtiroler Landesverwaltung als Auftraggeber zahlreiche Projekte mit hochwertiger zeitgenössischer Architektur.
In der Malerei und Grafik zählen die von Jugendstil und Impressionismus beeinflussten Arbeiten von Leo Putz, die Farbholzschnitte von Carl Moser, die Naturbilder von Alexander Koester und die im Spannungsfeld zwischen Symbolismus und Expressionismus anzusiedelnden Ölgemälde von Albin Egger-Lienz zu den signifikantesten Werken Südtiroler bzw. in Südtirol tätiger Künstler des frühen 20. Jahrhunderts. Starken Einfluss auf die lokale Kunstwelt hatten die vielfach engagierten Brüder Albert, Ignaz und Rudolf Stolz. Zu den am meisten rezipierten Malern und Grafikern der zweiten Hälfte des 20. Jahrhunderts gehören u. a. Heiner Gschwendt, Peter Fellin, Paul Flora, Karl Plattner, Robert Scherer und Markus Vallazza. Im Bereich der Kunstfotografie ragen die Arbeiten Walter Niedermayrs heraus.
Von zentraler Bedeutung für die Südtiroler Bildhauerei der ersten Hälfte frühen 20. Jahrhunderts ist das Werk Hans Piffraders, der 1939/42 an der Casa Littoria in Bozen ein monumentales Relief im Sinne des faschistischen Regimes verwirklichte. Zu den bekanntesten Arbeiten dieses Zeitraums zählen auch die Skulpturen Franz Ehrenhöfers und die am Expressionismus orientierten Plastiken Franz Santifallers. Zahlreiche Künstler stellten sich in den Dienst der faschistischen und nationalsozialistischen Diktatur, so etwa Albert Stolz, Eduard Thöny, Othmar Winkler und Hans Plangger. Beispiele für Südtiroler Bildhauer der zweiten Hälfte des 20. Jahrhunderts bzw. des 21. Jahrhunderts sind Friedrich Gurschler, Franz Kehrer und Wilhelm Senoner.

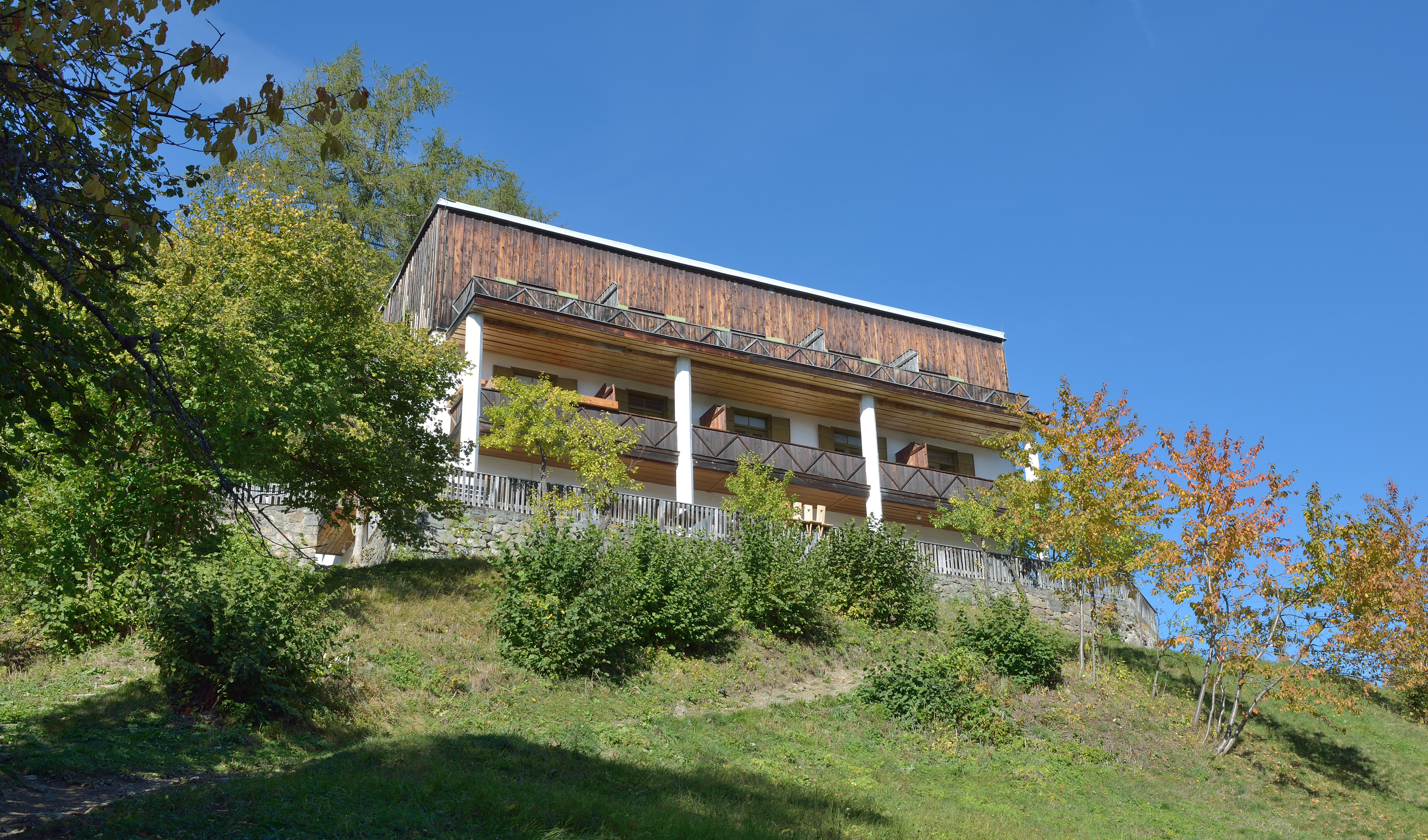
Pension Briol in Bad Dreikirchen von Hubert Lanzinger, 1928–1929
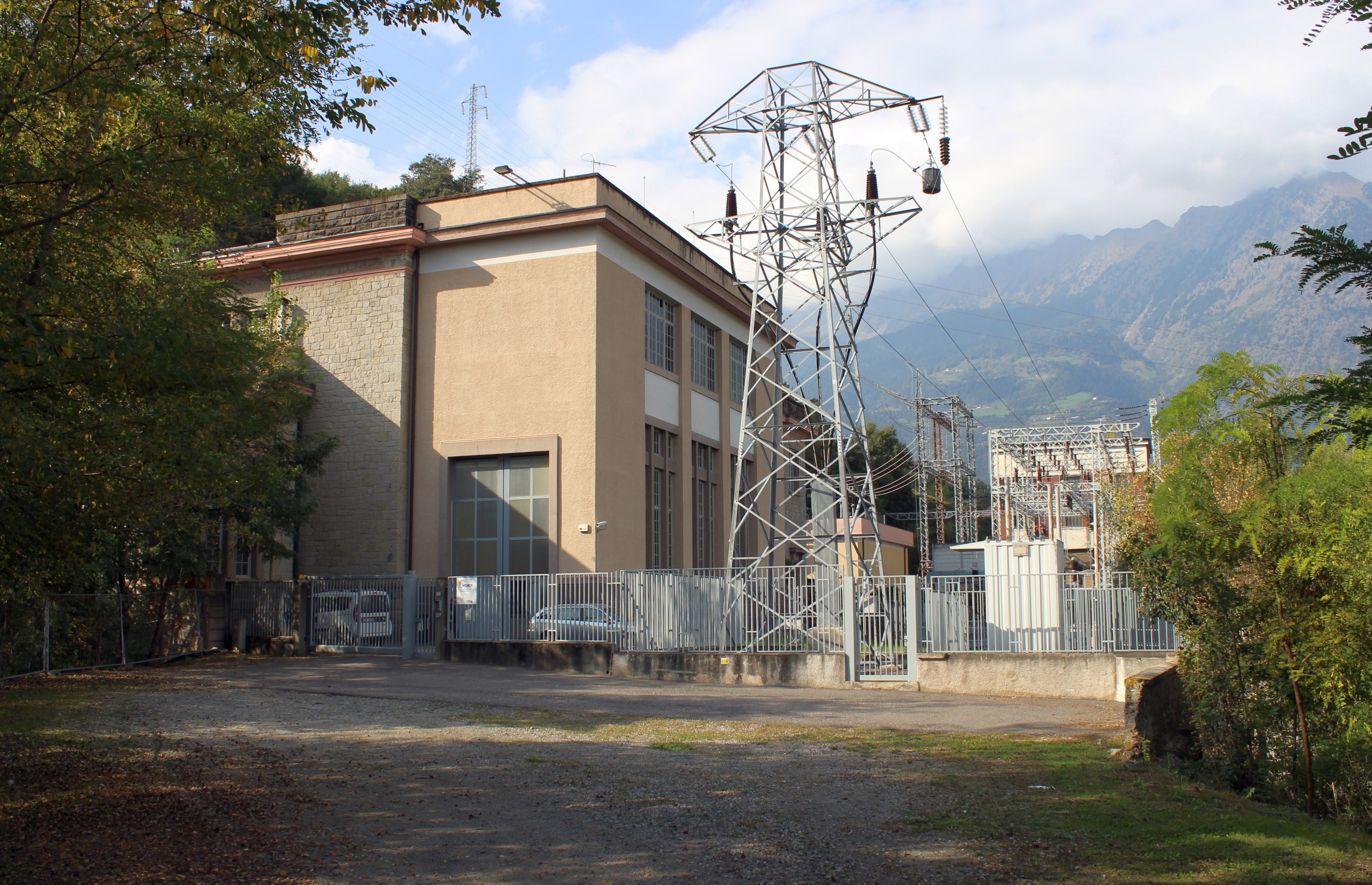
Kraftwerk in Marling von Angelo Omodeo, 1924–1925
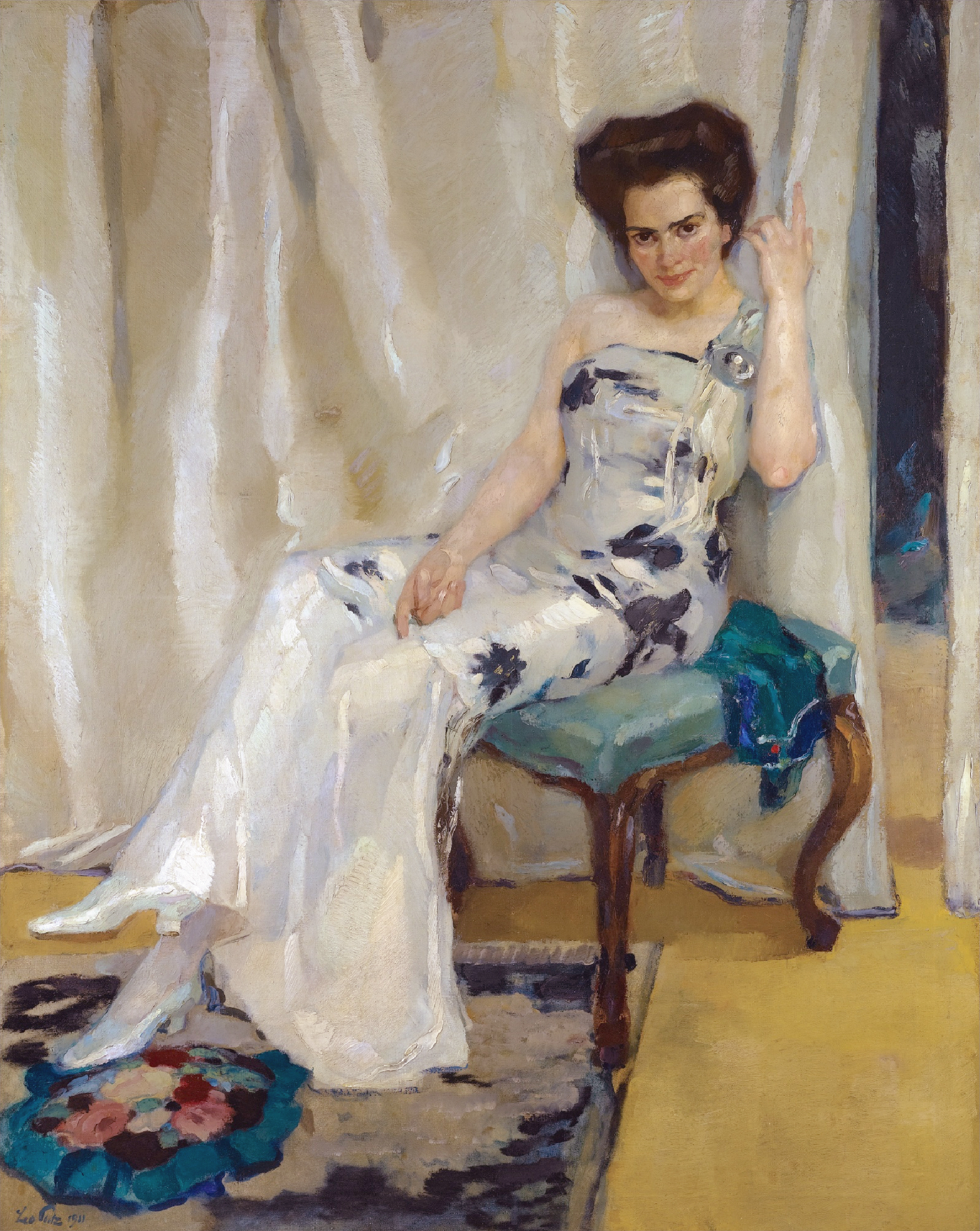
Cara Sophia Köhler, née Goldammer von Leo Putz, 1911
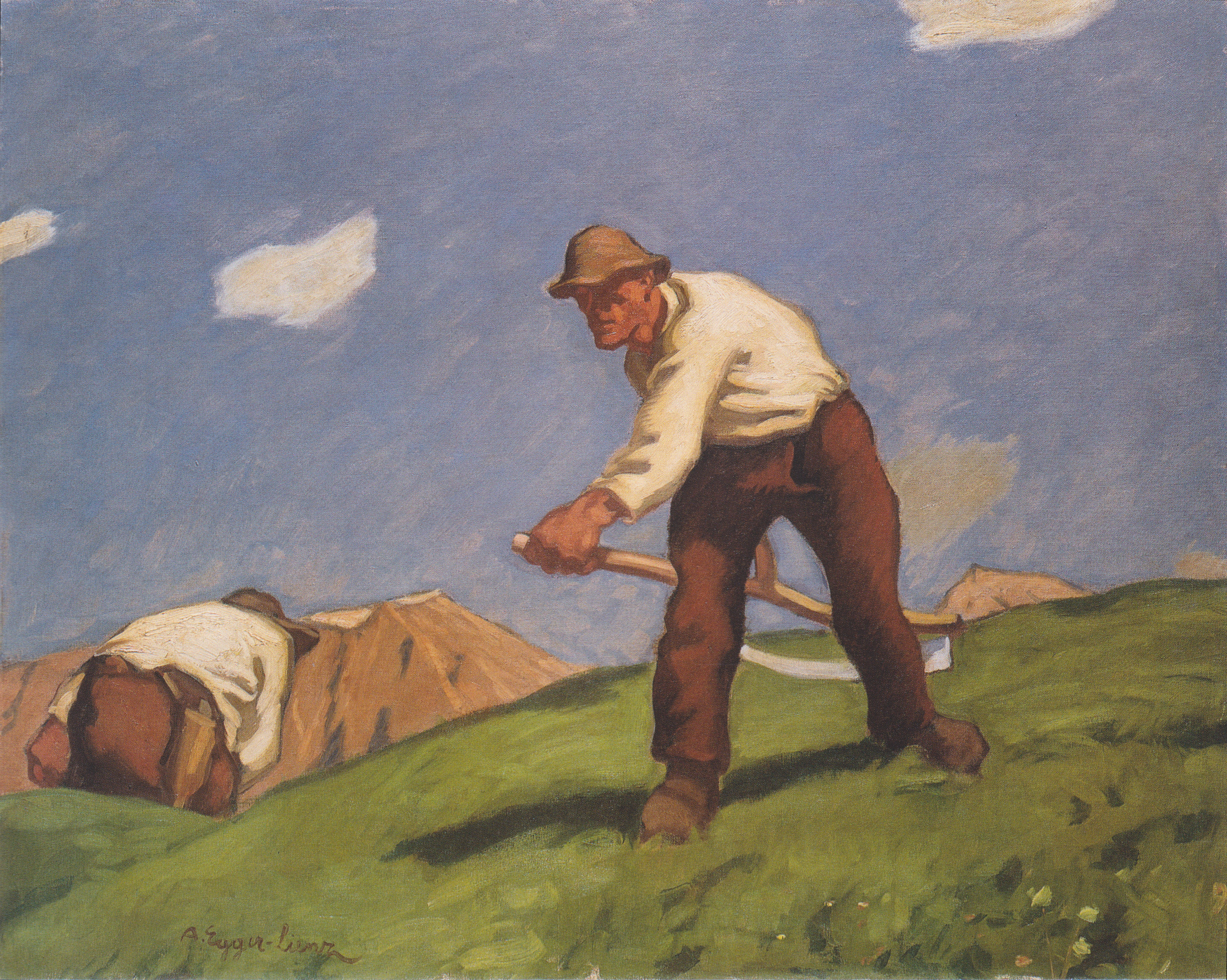
Zwei Bergmäher von Albin Egger-Lienz, 1913
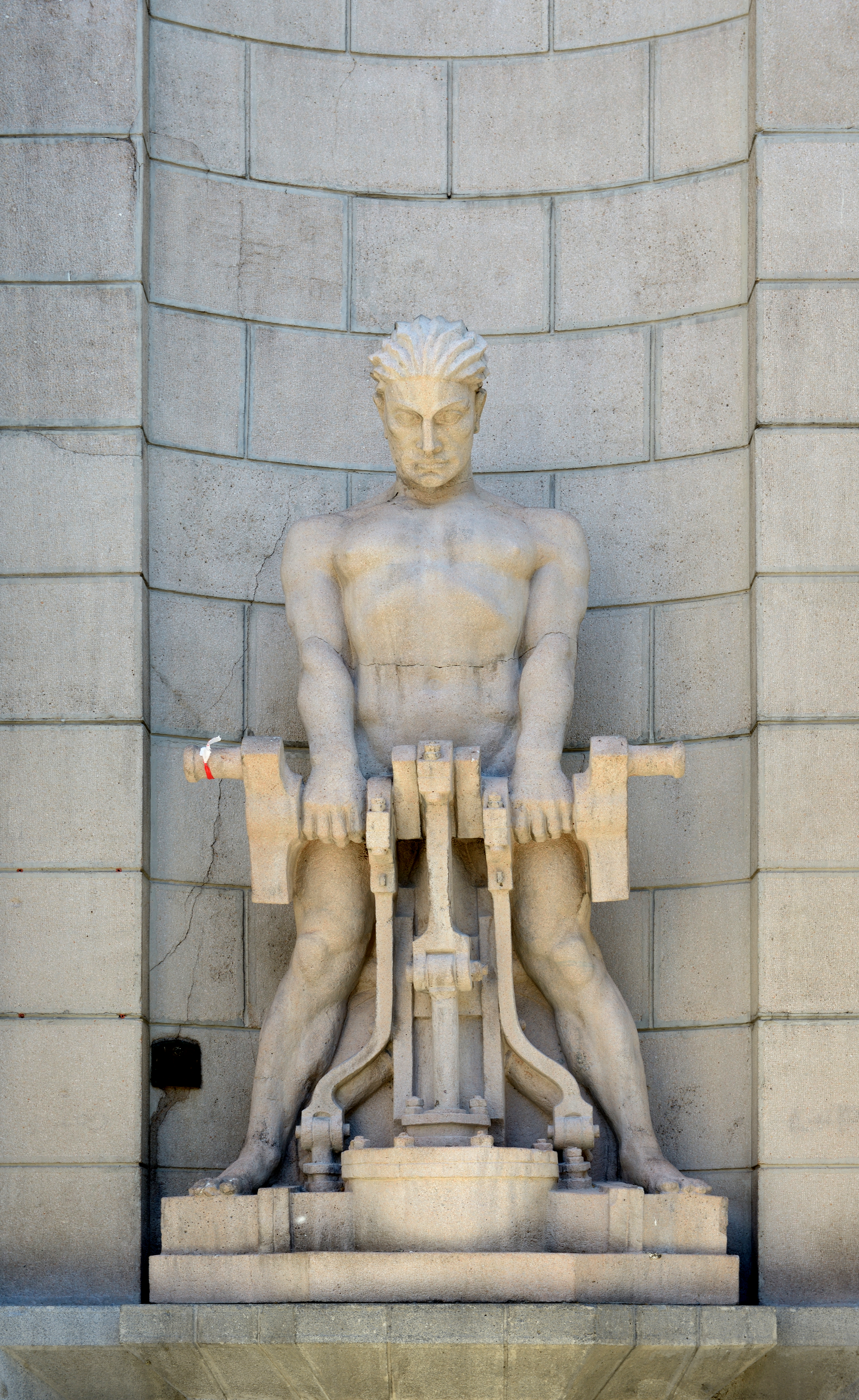
Dampf von Franz Ehrenhöfer am Bahnhof Bozen, 1928